# Copa Perú 2023
La Copa Perú 2023 fue la edición número 50 de la Copa Perú. Inició el 15 de febrero de 2023 y finalizó el 26 de noviembre.
Los 4 primeros lugares de la última fase (etapa nacional), accederán directamente a la Liga 2 del año 2024.
El certamen inició en la primera semana de febrero, con la etapa distrital, hasta la segunda semana de diciembre, con la culminación de la nacional y el campeonato.
En la presente edición, la Copa Perú exigirá que por partido, los clubes tengan como mínimo 2 jugadores sub-20 en campo, durante los 90 minutos del juego. Asimismo, los equipos no podrán alinear a más de 4 jugadores mayores de 25 años.

## Sistema de competición
El torneo de Copa Perú se desarrolla, en su totalidad, en cuatro Etapas: Distrital, Provincial, Departamental y Nacional.

### Etapa Distrital
Es un torneo de tipo Liga regular, donde participan como máximo 12 equipos en cada distrito afiliado; a  excepción de las ligas de Lima Departamento, donde participan hasta un máximo de 16 equipos. El Campeón y Subcampeón Distrital clasifican a la Etapa Provincial. Por otro lado, en aquellas ligas que cuenten con cinco equipos o menos, solo podrá clasificar el Campeón.

### Etapa Provincial
Es un torneo donde los clasificados en la etapa anterior participan en formato de grupos. El Campeón y Subcampeón Provincial clasifican a la Etapa Departamental y los no clasificados regresan a su Liga Distrital de origen.

### Etapa Departamental
Es un torneo donde los clasificados en la etapa anterior participan en formato de grupos. En esta etapa también tienen el derecho de participar los clubes descendidos de Liga 2 y los clubes eliminados desde los cuartos de final de la Etapa Nacional de la Copa Perú anterior, si y solo si los clubes no deciden iniciar desde la Etapa Distrital. El Campeón y Subcampeón Departamental clasifican a la Etapa Nacional y los no clasificados regresan a su Liga Distrital de origen.

### Etapa Nacional
Es un torneo de carácter eliminatorio donde participan los 50 equipos clasificados de la etapa anterior, consta de 6 fases:
- Fase 1 - Cruces zonales: En esta fase los 50 equipos van a disputar seis partidos, enfrentando a 3 rivales, los que se organizarán por cercanía geográfica, jugando cada equipo 3 partidos de local y 3 partidos de visita, intercalados. Los equipos campeones siempre enfrentarán a equipos subcampeones, y viceversa. Finalizadas las seis fechas de esta fase, todos los equipos se ordenan en una sola Tabla Única de Posiciones. Donde los 32 primeros equipos avanzan a la siguiente etapa y los 18 restantes regresan a su Liga Distrital de origen.
- Fase 2 - Dieciseisavos de final: Para esta fase los equipos que resulten clasificados entre los puestos 1 al 16 en la Tabla Única de Posiciones, tienen derecho a elegir localía para el primero o segundo de los encuentros, así como de jugar con un club que se encuentre clasificado entre los puestos 17 al 32. El orden de los partidos de esta fase son del tipo Llave 1: Clasificado 1 vs. Clasificado 32, y así sucesivamente hasta la Llave 16. Los eliminados regresan a su Liga Distrital de origen.
- Fase 3 - Octavos de final: Similar a la fase anterior, donde los equipos clasificados y mejor ubicados en la Tabla Única de Posiciones, tienen la potestad para elegir la localía. El orden de los partidos de esta fase son del tipo Llave A: Ganador Llave 1 vs. Ganador Llave 16, y así sucesivamente hasta la Llave H. Los eliminados tienen el derecho a participar en la siguiente edición de su Liga Provincial.
- Fase 4 - Cuartos de final: Similar a la fase anterior, donde los equipos clasificados y mejor ubicados en la Tabla Única de Posiciones, tienen la potestad para elegir la localía. El orden de los partidos de esta fase son del tipo Llave 1: Ganador A vs. Ganador H, y así sucesivamente hasta la Llave 4. Los eliminados tienen el derecho a participar en la siguiente edición de su Liga Departamental.
- Fase 5 - Semifinales: Similar a la fase anterior, donde los equipos clasificados y mejor ubicados en la Tabla Única de Posiciones, tienen la potestad para elegir la localía. El orden de los partidos de esta fase son: Semifinal A: Ganador 1 vs. Ganador 2 y Semifinal B: Ganador 3 vs. Ganador 4.
- Fase 6 - Final: Los 2 equipos vencedores de ambas semifinales se enfrentan en partido único, en cancha neutral, para determinar al campeón de la Copa Perú.

### Cronograma
- Período de pases libres: 1 de enero al 31 de enero.
- Etapa distrital: 1.ª semana de febrero a la 4.ª de abril.
- Etapa provincial: 1.ª semana de mayo a la 4.ª de junio.
- Segundo periodo de Pases Libres: 1 de junio al 30 de junio.
- Etapa departamental: 1.ª semana de julio a la 4.ª de agosto.
- Etapa nacional: 1.ª semana de septiembre a la segunda de diciembre.

## Ascensos y descensos
| Pos. | Descendidos de Liga 2 2022 |
| ---- | -------------------------- |
| 13.° | Sport Chavelines           |

| Pos. | Ascendido de Copa Perú 2022  |
| ---- | ---------------------------- |
| 1.°  | Deportivo Garcilaso (Liga 1) |
| 2.°  | Comerciantes FC (Liga 2)     |

## Etapas internas

### Etapa distrital
Los equipos integrantes de cada una de las Ligas Distritales jugaron sus respectivos campeonatos, los cuales dieron inicio el 15 de enero de 2023. Para la presente edición fueron eliminados todas las ligas de Tercera División Distrital, por lo cual los equipos que pertenecían a dicha categoría fueron invitados a la Segunda División Distrital. 
Otra novedad de la presente edición es la creación de la Liga Distrital de La Perla. Los equipos participantes fueron los equipos del distrito La Perla que jugaban en todas las divisiones de la Liga Distrital de Bellavista.

### Etapa provincial
Se jugó en el ámbito de cada Liga Provincial por todos los clasificados de la etapa anterior, los cuales dieron inicio el 28 de mayo de 2023. Los ocho equipos eliminados en los Octavos de final de la Copa Perú 2022 tenían el derecho de ingreso de manera automática en esta etapa como un representante en condición de campeón.
Los equipos que decidieron iniciar el torneo desde esta etapa se listan a continuación, entre paréntesis se muestra la Liga Provincial a la cual entraron:
- Unión Santo Domingo (Liga Provincial de Fútbol de Chachapoyas)
- Social El Olivo (Liga Provincial de Fútbol de Abancay)
- Deportivo Verdecocha (Liga Provincial de Fútbol de Dos de Mayo)
- Señor de Mayo (Liga Provincial de Fútbol de Ambo)
- Atlético Verdún (Liga Provincial de Fútbol de Pacasmayo)
- Paz Soldán FBC (Liga Provincial de Fútbol de Huaral)
- Universitario UNAP (Liga Provincial de Fútbol de Puno)

El club Unión San Martín, por motivos de taquilla, decidió iniciar el torneo desde la Liga Distrital de Pisco.

### Etapa departamental
Cada una de las 25 Ligas Departamentales organiza esta etapa con los clasificados de la ronda anterior, los cuales iniciaron el 23 de julio de 2023. Los cuatro equipos eliminados en los Cuartos de final, los puestos 3-4 de la Copa Perú 2022 y el club descendido de la Liga 2 2022 tenían el derecho de ingreso de manera automática en esta etapa como un representante en condición de campeón.
Los equipos que decidieron iniciar el torneo desde esta etapa se listan a continuación, entre paréntesis se muestra la Liga Departamental a la cual entraron:
- Atlético Bruces (Liga Departamental de Fútbol de Áncash)
- San Andrés de Runtu (Liga Departamental de Fútbol de Áncash)
- Rosario Celendín (Liga Departamental de Fútbol de Cajamarca)
- CESA (Liga Departamental de Fútbol de Junín)
- Ecosem Pasco (Liga Departamental de Fútbol de Pasco)
- Defensor La Bocana (Liga Departamental de Fútbol de Piura)

El club Sport Chavelines, descendido de la Liga 2 2022, debía jugar en la Liga Departamental de Fútbol de La Libertad pero decidió no participar del torneo.

## Etapa Nacional

### Equipos participantes
En la siguiente lista se muestra a los equipos clasificados de cada Liga Departamental. Se lista en primer lugar al campeón departamental. En cuanto a la localía, algunos equipos no jugaron en su distrito de origen para cumplir con las nuevas disposiciones de la FPF para la presente Etapa.
| Departamento        | Pos. | Club                                  | Distrito              | Entrenador            | Estadio                      | Estadios alternativos                                         |
| ------------------- | ---- | ------------------------------------- | --------------------- | --------------------- | ---------------------------- | ------------------------------------------------------------- |
| Amazonas            | 1.º  | Unión Santo Domingo                   | Chachapoyas           | Bárnaby Llosa         | Kuélap                       | Los Vencedores del Colpar                                     |
| Amazonas            | 2.º  | Deportivo Municipal Jazán             | Jazán                 | Fernando Seminario    | Kuélap                       | San Luis                                                      |
| Áncash              | 1.º  | FC San Marcos                         | San Marcos            | Eduardo Vargas        | Rosas Pampa                  | Capitán Carlos Mejía Reyes                                    |
| Áncash              | 2.º  | Star Áncash                           | Huaraz                | Lizandro Barbarán     | Rosas Pampa                  | Capitán Carlos Mejía Reyes                                    |
| Apurímac            | 1.º  | Miguel Grau                           | Abancay               | José Luis Llance      | Monumental de Condebamba     | El Olivo                                                      |
| Apurímac            | 2.º  | Municipal Challhuahuacho              | Chalhuahuacho         | Félix Lozada          | Nueva Fuerabamba             | Monumental de Tambobamba                                      |
| Arequipa            | 1.º  | Nacional FBC                          | Mollendo              | Alberto Murillo       | Juan Carlos Oblitas          | Monumental de la UNSA                                         |
| Arequipa            | 2.º  | FBC Aurora                            | Arequipa              | Edú Ramírez           | La Tomilla                   | Monumental de la UNSA                                         |
| Ayacucho            | 1.º  | Sport Cáceres                         | Jesús Nazareno        | Miguel Marquina       | Ciudad de Cumaná             | Manuel Eloy Molina Robles                                     |
| Ayacucho            | 2.º  | VRAEM FC                              | Pichari (Cuzco)       | Víctor Bedoya         | Monumental de Kimbiri        | Municipal de Pichari                                          |
| Cajamarca           | 1.º  | Asociación Deportiva Agropecuaria     | Jaén                  | Roberto Arrelucea     | Víctor Montoya Segura        | Cristo el Señor                                               |
| Cajamarca           | 2.º  | FC Cajamarca                          | Cajamarca             | Tomás Reyes           | Héroes de San Ramón          | Cristo el Señor                                               |
| Callao              | 1.º  | Calidad Porteña                       | La Perla              | José Ramírez Zacarías | Campolo Alcalde              | 2 alternativasManuel C. Dulanto Colegio Militar Leoncio Prado |
| Callao              | 2.º  | Juventud Palmeiras                    | Mi Perú               | Álvaro Durand         | Facundo Ramírez Aguilar      | Municipal de Mi Perú                                          |
| Cusco Detalles      | 1.º  | Atlético Juventud Inclán              | Calca                 | Jorge Parihuana       | Thomas E. Payne              | Inca Garcilaso de la Vega                                     |
| Cusco Detalles      | 2.º  | Defensor Cubillas                     | Yauri                 | Pablo Pari            | Municipal de Espinar         | Inca Garcilaso de la Vega                                     |
| Huancavelica        | 1.º  | Deportivo Vianney                     | Ascensión             | Italo Rivera          | IPD de Huancavelica          | Monumental de Ascensión                                       |
| Huancavelica        | 2.º  | Diablos Rojos                         | Huancavelica          | José Pari             | IPD de Huancavelica          | Monumental de Ascensión                                       |
| Huánuco             | 1.º  | Independiente Huachog                 | Churubamba            | Pedro Sandoval        | Heraclio Tapia León          | Santa María del Valle                                         |
| Huánuco             | 2.º  | Castle FC                             | Tomay Kichwa          | Jaime Cuadros         | Heraclio Tapia León          | Municipal de Ambo                                             |
| Ica Detalles        | 1.º  | Alianza Pisco                         | Pisco                 | Edwin Pérez           | Teobaldo Pinillos Olaechea   | José Picasso Peratta                                          |
| Ica Detalles        | 2.º  | Deportivo Lolo Fernández              | Puquio (Ayacucho)     | Marcos Martínez       | Jorge Castro Aguayo          | José Picasso Peratta                                          |
| Junín Detalles      | 1.º  | Centro Estudiantil San Agustín        | San Agustín de Cajas  | Carlos Gutiérrez      | Mariscal Castilla            | Monumental de Jauja                                           |
| Junín Detalles      | 2.º  | Atlético Chanchamayo                  | San Ramón             | Julio Poma            | Municipal de La Merced       | Municipal de San Ramón                                        |
| La Libertad         | 1.º  | Defensor Porvenir                     | El Porvenir           | Carlos Arteaga        | Municipal de Casa Grande     | Estadio Mansiche                                              |
| La Libertad         | 2.º  | Alfonso Ugarte de Chiclín             | Trujillo              | Marco Sampén          | Municipal de Casa Grande     | Unión Laredo                                                  |
| Lambayeque          | 1.º  | Juan Pablo II College                 | Chongoyape            | Daniel Valderrama     | Municipal de La Juventud     | Francisco Mendoza                                             |
| Lambayeque          | 2.º  | Juventud La Joya                      | Lambayeque            | José Quevedo          | César Flores Marigorda       | Francisco Mendoza                                             |
| Lima Detalles       | 1.º  | Deportivo Huracán                     | Santa Rosa de Quives  | Tito Chumpitaz        | Municipal de Canta           | 2 alternativasRómulo Shaw Cisneros Óscar Ramos Cabieses       |
| Lima Detalles       | 2.º  | Deportivo Maristas                    | Huacho                | Christian Brusnell    | Segundo Aranda Torres        | Manuel Fumagalli Pérsico                                      |
| Loreto              | 1.º  | Atlético Hospital                     | Contamana             | Walter Díaz           | Municipal de Contamana       | Max Augustín                                                  |
| Loreto              | 2.º  | Pedro del Castillo Ríos EX-160        | Yurimaguas            | Vladimir Vargas       | Ricardo Cruzalegui Rojas     | Max Augustín                                                  |
| Madre de Dios       | 1.º  | La Masía Nace                         | Huepetuhe             | Groter Vela           | IPD de Puerto Maldonado      | Campo deportivo Comunal                                       |
| Madre de Dios       | 2.º  | Real Atlético Nueva                   | Huepetuhe             | Juan Zalazar          | IPD de Puerto Maldonado      | Campo deportivo Comunal                                       |
| Moquegua            | 1.º  | Hijos del Altiplano y del Pacífico    | El Algarrobal         | Ricardo Paredes       | Mariscal Nieto               | 25 de Noviembre                                               |
| Moquegua            | 2.º  | Universidad César Vallejo de Moquegua | Moquegua              | Erick Torres          | 25 de Noviembre              | Mariscal Nieto                                                |
| Pasco               | 1.º  | Ecosem Pasco                          | Tinyahuarco           | Mario Flores          | Daniel Alcides Carrión       | Municipal de Yanahuanca                                       |
| Pasco               | 2.º  | Sociedad Tiro N.° 28                  | Tinyahuarco           | Rony Revollar         | Daniel Alcides Carrión       | Municipal de Yanahuanca                                       |
| Piura               | 1.º  | Olimpia FC                            | La Unión              | Javier Atoche         | Municipal de La Unión        | 2 alternativasMunicipal de Bernal Sesquicentenario            |
| Piura               | 2.º  | Academia Cristo Rey                   | La Brea               | Luis Vitonera         | Wilberto Herrera Carlín      | Campeonísimo                                                  |
| Puno                | 1.º  | Unión Ángeles de Vizcachani           | Pucará                | Rony Revollar         | Guillermo Briceño Rosamedina | Polideportivo Municipal de Azángaro                           |
| Puno                | 2.º  | Diablos Rojos                         | Juliaca               | Estip Hancco          | Guillermo Briceño Rosamedina | Monumental de la UNA                                          |
| San Martín Detalles | 1.º  | Asociación Deportiva Tahuishco        | Moyobamba             | Linder Góngora        | IPD de Moyobamba             | IPD de Nueva Cajamarca                                        |
| San Martín Detalles | 2.º  | Nuevo Unión Tarapoto                  | Tarapoto              | Renato García         | Carlos Vidaurre García       | IPD de Nueva Cajamarca                                        |
| Tacna               | 1.º  | Bentín Tacna Heroica                  | Alto de la Alianza    | Leonardo Morales      | Joel Gutiérrez               | Jorge Basadre                                                 |
| Tacna               | 2.º  | Defensor Tacna                        | Tacna                 | Julio Súarez          | Joel Gutiérrez               | Jorge Basadre                                                 |
| Tumbes              | 1.º  | Renovación Pacífico                   | Tumbes                | Guillermo Esteves     | Mariscal Cáceres             | 24 de Julio                                                   |
| Tumbes              | 2.º  | Boca Juniors La Choza                 | Casitas               | Yul Montoya           | IPD de Zorritos              | 24 de Julio                                                   |
| Ucayali             | 1.º  | Inter FC Manantay                     | Manantay              | Enrique Pajuelo       | Aliardo Soria Pérez          | Municipal de Aguaytía                                         |
| Ucayali             | 2.º  | Escuela Municipal de Tournavista      | Tournavista (Huánuco) | Víctor Delgado        | Aliardo Soria Pérez          | Municipal de Atalaya                                          |

### Cambios de entrenadores
| Equipo                                | Entrenador (Jornadas)           | Fecha de Salida  | Tipo de Salida     | Posición | Entrenador           | Fecha de Entrada |
| ------------------------------------- | ------------------------------- | ---------------- | ------------------ | -------- | -------------------- | ---------------- |
| Unión Ángeles de Vizcachani           | Lindon Ramos (Fecha 1)          | 18 de septiembre | Destituido         | 49.º     | Rony Revollar        | 19 de septiembre |
| Ecosem Pasco                          | Erick Torres (Fecha 1)          | 18 de septiembre | Destituido         | 20.º     | Jean Tragodara (INT) | 19 de septiembre |
| Ecosem Pasco                          | Jean Tragodara (INT)            | 20 de septiembre | Fin de interinidad | 20.º     | Mario Flores         | 20 de septiembre |
| Universidad César Vallejo de Moquegua | Luis Flores (Fecha 1)           | 19 de septiembre | Renuncia           | 43.º     | Erick Torres         | 20 de septiembre |
| Atlético Juventud Inclán              | César Ccahuantico (Fecha 1)     | 21 de septiembre | Mutuo acuerdo      | 19.º     | Jorge Parihuana      | 21 de septiembre |
| Alfonso Ugarte de Chiclín             | José Ríos (Fechas 1-2)          | 24 de septiembre | Renuncia           | 50.º     | Marco Sampén         | 25 de septiembre |
| Municipal Challhuahuacho              | Roberto Holsen (Fechas 1-2)     | 25 de septiembre | Destituido         | 47.º     | Félix Lozada (INT)   | 25 de septiembre |
| Diablos Rojos                         | José Ramírez Cubas (Fechas 1-3) | 28 de septiembre | Destituido         | 40.º     | Estip Hancco         | 29 de septiembre |
| Pedro del Castillo Ríos EX-160        | Luis Cardama (Fechas 1-3)       | 28 de septiembre | Renuncia           | 48.º     | Vladimir Vargas      | 30 de septiembre |
| Juan Pablo II College                 | Edwin Zelada (Fechas 1-5)       | 5 de octubre     | Destituido         | 16.º     | Daniel Valderrama    | 5 de octubre     |
| Sociedad Tiro N.° 28                  | Humberto Camino (Fechas 1-6)    | 10 de octubre    | Destituido         | 32.º     | Rony Revollar        | 12 de octubre    |

## Fase Regular
Los 50 equipos clasificados juegan seis partidos contra tres rivales (ida y vuelta) que tengan cercanía geográfica. Al terminar las seis fechas, se ordenan en la Tabla Única de Posiciones que regirá el resto de la competición en cuanto a la escogencia de localía.
- Criterios de clasificación:

1. Mayor cantidad de puntos.
2. Mayor cantidad de puntos relativos, que se obtienen de la multiplicación de los puntos ganados ante un rival y la cantidad de puntos del rival en la tabla final.
3. Mejor diferencia de goles.
4. Mayor cantidad de goles a favor.
5. Mejor campaña de visita utilizando los mismos criterios solo para los partidos en esa condición:
  1. Mayor cantidad de puntos en sus partidos de visita.
  2. Mayor cantidad de puntos relativos en sus partidos de visita.
  3. Mejor diferencia de goles en sus partidos de visita.
  4. Mayor cantidad de goles a favor en sus partidos de visita.
6. Puntos logrados en el primer tiempo: Considerando como resultado final solo el resultado de los primeros tiempos.
7. Sorteo

### Tabla general
| Pos. | Equipo                             | PJ | PG | PE | PP | GF | GC | DG  | Pts. | PR  | Clasificado a          |
| ---- | ---------------------------------- | -- | -- | -- | -- | -- | -- | --- | ---- | --- | ---------------------- |
| 1    | Miguel Grau                        | 6  | 5  | 0  | 1  | 13 | 7  | +6  | 15   | 87  | Dieciseisavos de final |
| 2    | Sport Cáceres                      | 6  | 5  | 0  | 1  | 13 | 7  | +6  | 15   | 45  | Dieciseisavos de final |
| 3    | Nuevo Unión Tarapoto               | 6  | 4  | 2  | 0  | 20 | 6  | +14 | 14   | 136 | Dieciseisavos de final |
| 4    | Defensor Porvenir                  | 6  | 4  | 2  | 0  | 13 | 4  | +9  | 14   | 40  | Dieciseisavos de final |
| 5    | FC San Marcos                      | 6  | 4  | 1  | 1  | 16 | 7  | +9  | 13   | 64  | Dieciseisavos de final |
| 6    | AJI de Calca                       | 6  | 4  | 1  | 1  | 7  | 4  | +3  | 13   | 64  | Dieciseisavos de final |
| 7    | ADA Jaén                           | 6  | 4  | 1  | 1  | 8  | 3  | +5  | 13   | 50  | Dieciseisavos de final |
| 8    | Nacional FBC                       | 6  | 4  | 0  | 2  | 10 | 7  | +3  | 12   | 93  | Dieciseisavos de final |
| 9    | Ecosem Pasco                       | 6  | 3  | 3  | 0  | 11 | 3  | +8  | 12   | 72  | Dieciseisavos de final |
| 10   | Deportivo Vianney                  | 6  | 4  | 0  | 2  | 13 | 6  | +7  | 12   | 72  | Dieciseisavos de final |
| 11   | Diablos Rojos de Juliaca           | 6  | 4  | 0  | 2  | 12 | 4  | +8  | 12   | 33  | Dieciseisavos de final |
| 12   | Unión Santo Domingo                | 6  | 4  | 0  | 2  | 11 | 10 | +1  | 12   | 30  | Dieciseisavos de final |
| 13   | Diablos Rojos de Huancavelica      | 6  | 3  | 2  | 1  | 8  | 6  | +2  | 11   | 96  | Dieciseisavos de final |
| 14   | Deportivo Huracán                  | 6  | 3  | 2  | 1  | 14 | 8  | +6  | 11   | 94  | Dieciseisavos de final |
| 15   | FBC Aurora                         | 6  | 3  | 2  | 1  | 12 | 6  | +6  | 11   | 90  | Dieciseisavos de final |
| 16   | ADT Moyobamba                      | 6  | 3  | 2  | 1  | 10 | 3  | +7  | 11   | 42  | Dieciseisavos de final |
| 17   | UCV Moquegua                       | 6  | 3  | 1  | 2  | 6  | 5  | +1  | 10   | 83  | Dieciseisavos de final |
| 18   | Deportivo Maristas                 | 6  | 3  | 1  | 2  | 11 | 10 | +1  | 10   | 70  | Dieciseisavos de final |
| 19   | Juan Pablo II College              | 6  | 2  | 4  | 0  | 8  | 6  | +2  | 10   | 66  | Dieciseisavos de final |
| 20   | Alianza Pisco                      | 6  | 3  | 1  | 2  | 7  | 4  | +3  | 10   | 53  | Dieciseisavos de final |
| 21   | Defensor Cubillas                  | 6  | 3  | 1  | 2  | 10 | 6  | +4  | 10   | 52  | Dieciseisavos de final |
| 22   | Renovación Pacífico                | 6  | 3  | 1  | 2  | 14 | 9  | +5  | 10   | 47  | Dieciseisavos de final |
| 23   | Olimpia FC                         | 6  | 3  | 1  | 2  | 12 | 9  | +3  | 10   | 42  | Dieciseisavos de final |
| 24   | VRAEM FC                           | 6  | 3  | 0  | 3  | 8  | 8  | 0   | 9    | 126 | Dieciseisavos de final |
| 25   | Bentín Tacna Heroica               | 6  | 2  | 3  | 1  | 8  | 5  | +3  | 9    | 72  | Dieciseisavos de final |
| 26   | Escuela Municipal de Tournavista   | 6  | 2  | 3  | 1  | 13 | 9  | +4  | 9    | 54  | Dieciseisavos de final |
| 27   | Real Atlético Nueva                | 6  | 3  | 0  | 3  | 6  | 10 | −4  | 9    | 18  | Dieciseisavos de final |
| 28   | Juventud La Joya                   | 6  | 2  | 2  | 2  | 6  | 5  | +1  | 8    | 89  | Dieciseisavos de final |
| 29   | Star Áncash                        | 6  | 2  | 2  | 2  | 9  | 9  | 0   | 8    | 85  | Dieciseisavos de final |
| 30   | Independiente Huachog              | 6  | 2  | 2  | 2  | 7  | 11 | −4  | 8    | 67  | Dieciseisavos de final |
| 31   | Juventud Palmeiras                 | 6  | 2  | 2  | 2  | 10 | 13 | −3  | 8    | 57  | Dieciseisavos de final |
| 32   | Sociedad Tiro N.° 28               | 6  | 2  | 2  | 2  | 6  | 2  | +4  | 8    | 53  | Dieciseisavos de final |
| 33   | Castle FC                          | 6  | 2  | 2  | 2  | 6  | 5  | +1  | 8    | 50  | Eliminado              |
| 34   | Academia Cristo Rey                | 6  | 2  | 1  | 3  | 9  | 13 | −4  | 7    | 70  | Eliminado              |
| 35   | Pedro del Castillo Ríos EX-160     | 6  | 2  | 1  | 3  | 11 | 8  | +3  | 7    | 41  | Eliminado              |
| 36   | Unión Ángeles de Vizcachani        | 6  | 2  | 0  | 4  | 9  | 11 | −2  | 6    | 63  | Eliminado              |
| 37   | Hijos del Altiplano y del Pacífico | 6  | 1  | 2  | 3  | 7  | 10 | −3  | 5    | 51  | Eliminado              |
| 38   | Atlético Hospital                  | 6  | 1  | 2  | 3  | 9  | 20 | −11 | 5    | 44  | Eliminado              |
| 39   | Inter FC Manantay                  | 6  | 1  | 2  | 3  | 7  | 14 | −7  | 5    | 39  | Eliminado              |
| 40   | Defensor Tacna                     | 6  | 1  | 2  | 3  | 8  | 14 | −6  | 5    | 29  | Eliminado              |
| 41   | CESA                               | 6  | 1  | 2  | 3  | 6  | 10 | −4  | 5    | 19  | Eliminado              |
| 42   | Calidad Porteña                    | 6  | 1  | 1  | 4  | 9  | 15 | −6  | 4    | 17  | Eliminado              |
| 43   | Deportivo Municipal Jazán          | 6  | 1  | 0  | 5  | 6  | 12 | −6  | 3    | 30  | Eliminado              |
| 44   | Boca Juniors La Choza              | 6  | 0  | 3  | 3  | 6  | 13 | −7  | 3    | 30  | Eliminado              |
| 45   | Deportivo Lolo Fernández           | 6  | 1  | 0  | 5  | 9  | 15 | −6  | 3    | 12  | Eliminado              |
| 46   | FC Cajamarca                       | 6  | 0  | 2  | 4  | 3  | 11 | −8  | 2    | 27  | Eliminado              |
| 47   | Atlético Chanchamayo               | 6  | 0  | 2  | 4  | 4  | 19 | −15 | 2    | 17  | Eliminado              |
| 48   | Municipal Challhuahuacho           | 6  | 0  | 0  | 6  | 6  | 14 | −8  | 0    | 0   | Eliminado              |
| 49   | La Masía Nace                      | 6  | 0  | 0  | 6  | 2  | 16 | −14 | 0    | 0   | Eliminado              |
| 50   | Alfonso Ugarte de Chiclín          | 6  | 0  | 0  | 6  | 4  | 21 | −17 | 0    | 0   | Eliminado              |

### Partidos
Para un mejor detalle véase: Copa Perú 2023: Primera fase.
| Fecha 1               | Fecha 1   | Fecha 1                          | Fecha 1                      | Fecha 1          | Fecha 1 |
| Local                 | Resultado | Visitante                        | Estadio                      | Fecha            | Hora    |
| --------------------- | --------- | -------------------------------- | ---------------------------- | ---------------- | ------- |
| Calidad Porteña       | 2 – 1     | Deportivo Lolo Fernández         | Campolo Alcalde              | 16 de septiembre | 12:00   |
| FC San Marcos         | 3 – 2     | Deportivo Maristas               | Rosas Pampa                  | 17 de septiembre | 12:15   |
| Atlético Hospital     | 1 – 1     | Unión Tarapoto                   | Municipal de Contamana       | 17 de septiembre | 13:00   |
| Deportivo Huracán     | 6 – 2     | Juventud Palmeiras               | Municipal de Canta           | 17 de septiembre | 13:00   |
| AJI de Calca          | 1 – 0     | Real Atlético Nueva              | Thomas E. Payne              | 17 de septiembre | 15:00   |
| Ángeles de Vizcachani | 1 – 5     | FBC Aurora                       | Guillermo Briceño Rosamedina | 17 de septiembre | 15:00   |
| Bentín Tacna Heroica  | 1 – 0     | UCV Moquegua                     | Joel Gutiérrez               | 17 de septiembre | 15:00   |
| Hijos del Altiplano   | 1 – 0     | Diablos Rojos de Juliaca         | Mariscal Nieto               | 17 de septiembre | 15:00   |
| Independiente Huachog | 3 – 2     | Escuela Municipal de Tournavista | Heraclio Tapia León          | 17 de septiembre | 15:00   |
| Inter FC Manantay     | 1 – 0     | PCR EX-160                       | Aliardo Soria Pérez          | 17 de septiembre | 15:00   |
| La Masía Nace         | 0 – 1     | Defensor Cubillas                | IPD de Puerto Maldonado      | 17 de septiembre | 15:00   |
| Miguel Grau           | 3 – 2     | VRAEM FC                         | Monumental de Condebamba     | 17 de septiembre | 15:00   |
| Nacional FBC          | 4 – 1     | Defensor Tacna                   | Juan Carlos Oblitas          | 17 de septiembre | 15:00   |
| Renovación Pacífico   | 2 – 2     | Juventud La Joya                 | Mariscal Cáceres             | 17 de septiembre | 15:00   |
| Sport Cáceres         | 3 – 1     | Municipal Challhuahuacho         | Ciudad de Cumaná             | 17 de septiembre | 15:00   |
| Ecosem Pasco          | 1 – 0     | Castle FC                        | Daniel Alcides Carrión       | 17 de septiembre | 15:15   |
| ADA Jaén              | 2 – 1     | Deportivo Municipal Jazán        | Víctor Montoya Segura        | 17 de septiembre | 15:30   |
| ADT Moyobamba         | 5 – 1     | Alfonso Ugarte de Chiclín        | IPD de Moyobamba             | 17 de septiembre | 15:30   |
| Alianza Pisco         | 0 – 0     | Diablos Rojos de Huancavelica    | Teobaldo Pinillos Olaechea   | 17 de septiembre | 15:30   |
| CESA                  | 0 – 3     | Sociedad Tiro N.° 28             | Mariscal Castilla            | 17 de septiembre | 15:30   |
| Deportivo Vianney     | 2 – 0     | Atlético Chanchamayo             | IPD de Huancavelica          | 17 de septiembre | 15:30   |
| Olimpia FC            | 1 – 1     | Boca Juniors La Choza            | Municipal de La Unión        | 17 de septiembre | 15:30   |
| Defensor Porvenir     | 1 – 0     | Star Áncash                      | Municipal de Casa Grande     | 17 de septiembre | 15:45   |
| Juan Pablo II College | 2 – 1     | Academia Cristo Rey              | Municipal de La Juventud     | 17 de septiembre | 16:00   |
| Unión Santo Domingo   | 3 – 2     | FC Cajamarca                     | Kuélap                       | 20 de septiembre | 15:30   |

| Fecha 2                          | Fecha 2   | Fecha 2               | Fecha 2                      | Fecha 2          | Fecha 2 |
| Local                            | Resultado | Visitante             | Estadio                      | Fecha            | Hora    |
| -------------------------------- | --------- | --------------------- | ---------------------------- | ---------------- | ------- |
| FBC Aurora                       | 1 – 1     | Bentín Tacna Heroica  | La Tomilla                   | 23 de septiembre | 15:00   |
| Star Áncash                      | 4 – 1     | Independiente Huachog | Rosas Pampa                  | 24 de septiembre | 13:00   |
| UCV Moquegua                     | 1 – 0     | Nacional FBC          | 25 de Noviembre              | 24 de septiembre | 13:00   |
| Unión Tarapoto                   | 4 – 2     | Unión Santo Domingo   | Carlos Vidaurre García       | 24 de septiembre | 13:00   |
| VRAEM FC                         | 2 – 1     | Deportivo Vianney     | Monumental de Kimbiri        | 24 de septiembre | 14:00   |
| Academia Cristo Rey              | 3 – 2     | Renovación Pacífico   | Wilberto Herrera Carlín      | 24 de septiembre | 15:00   |
| Atlético Chanchamayo             | 2 – 2     | Ecosem Pasco          | Municipal de La Merced       | 24 de septiembre | 15:00   |
| Castle FC                        | 2 – 0     | Inter FC Manantay     | Heraclio Tapia León          | 24 de septiembre | 15:00   |
| Defensor Cubillas                | 1 – 2     | Miguel Grau           | Municipal de Espinar         | 24 de septiembre | 15:00   |
| Defensor Tacna                   | 1 – 1     | Hijos del Altiplano   | Joel Gutiérrez               | 24 de septiembre | 15:00   |
| Diablos Rojos de Juliaca         | 2 – 1     | La Masía Nace         | Guillermo Briceño Rosamedina | 24 de septiembre | 15:00   |
| Juventud Palmeiras               | 1 – 0     | Alianza Pisco         | Facundo Ramírez Aguilar      | 24 de septiembre | 15:00   |
| Municipal Challhuahuacho         | 0 – 1     | AJI de Calca          | Nueva Fuerabamba             | 24 de septiembre | 15:00   |
| PCR EX-160                       | 0 – 1     | ADT Moyobamba         | Ricardo Cruzalegui Rojas     | 24 de septiembre | 15:00   |
| Real Atlético Nueva              | 1 – 0     | Ángeles de Vizcachani | IPD de Puerto Maldonado      | 24 de septiembre | 15:00   |
| Sociedad Tiro N.° 28             | 0 – 0     | Deportivo Huracán     | Daniel Alcides Carrión       | 24 de septiembre | 15:15   |
| Boca Juniors La Choza            | 1 – 1     | Juan Pablo II College | 24 de Julio                  | 24 de septiembre | 15:30   |
| Deportivo Lolo Fernández         | 0 – 2     | Sport Cáceres         | José Picasso Peratta         | 24 de septiembre | 15:30   |
| Deportivo Maristas               | 3 – 1     | Calidad Porteña       | Segundo Aranda Torres        | 24 de septiembre | 15:30   |
| Deportivo Municipal Jazán        | 3 – 2     | Olimpia FC            | Kuélap                       | 24 de septiembre | 15:30   |
| Diablos Rojos de Huancavelica    | 3 – 2     | CESA                  | IPD de Huancavelica          | 24 de septiembre | 15:30   |
| FC Cajamarca                     | 0 – 0     | Defensor Porvenir     | Héroes de San Ramón          | 24 de septiembre | 15:30   |
| Alfonso Ugarte de Chiclín        | 0 – 1     | FC San Marcos         | Municipal de Casa Grande     | 24 de septiembre | 15:45   |
| Juventud La Joya                 | 1 – 0     | ADA Jaén              | César Flores Marigorda       | 24 de septiembre | 16:00   |
| Escuela Municipal de Tournavista | 4 – 2     | Atlético Hospital     | Aliardo Soria Pérez          | 25 de septiembre | 20:00   |

| Fecha 3               | Fecha 3   | Fecha 3                          | Fecha 3                             | Fecha 3          | Fecha 3 |
| Local                 | Resultado | Visitante                        | Estadio                             | Fecha            | Hora    |
| --------------------- | --------- | -------------------------------- | ----------------------------------- | ---------------- | ------- |
| AJI de Calca          | 1 – 1     | Defensor Cubillas                | Thomas E. Payne                     | 27 de septiembre | 15:00   |
| Ángeles de Vizcachani | 1 – 0     | Diablos Rojos de Juliaca         | Polideportivo Municipal de Azángaro | 27 de septiembre | 15:00   |
| Bentín Tacna Heroica  | 1 – 1     | Defensor Tacna                   | Jorge Basadre                       | 27 de septiembre | 15:00   |
| Deportivo Huracán     | 3 – 1     | Deportivo Maristas               | Municipal de Canta                  | 27 de septiembre | 15:00   |
| Inter FC Manantay     | 1 – 1     | Escuela Municipal de Tournavista | Aliardo Soria Pérez                 | 27 de septiembre | 15:00   |
| La Masía Nace         | 0 – 1     | Real Atlético Nueva              | IPD de Puerto Maldonado             | 27 de septiembre | 15:00   |
| Sport Cáceres         | 2 – 0     | VRAEM FC                         | Ciudad de Cumaná                    | 27 de septiembre | 15:00   |
| Hijos del Altiplano   | 1 – 1     | UCV Moquegua                     | Mariscal Nieto                      | 27 de septiembre | 15:10   |
| Ecosem Pasco          | 1 – 0     | Sociedad Tiro N.° 28             | Daniel Alcides Carrión              | 27 de septiembre | 15:15   |
| ADA Jaén              | 2 – 0     | FC Cajamarca                     | Víctor Montoya Segura               | 27 de septiembre | 15:30   |
| ADT Moyobamba         | 0 – 0     | Unión Tarapoto                   | IPD de Moyobamba                    | 27 de septiembre | 15:30   |
| CESA                  | 3 – 0     | Atlético Chanchamayo             | Mariscal Castilla                   | 27 de septiembre | 15:30   |
| Deportivo Vianney     | 0 – 1     | Diablos Rojos de Huancavelica    | IPD de Huancavelica                 | 27 de septiembre | 15:30   |
| Miguel Grau           | 1 – 0     | Municipal Challhuahuacho         | Monumental de Condebamba            | 27 de septiembre | 15:30   |
| Olimpia FC            | 3 – 1     | Academia Cristo Rey              | Municipal de La Unión               | 27 de septiembre | 15:30   |
| Unión Santo Domingo   | 2 – 0     | Deportivo Municipal Jazán        | Kuélap                              | 27 de septiembre | 15:30   |
| Defensor Porvenir     | 4 – 2     | Alfonso Ugarte de Chiclín        | Municipal de Casa Grande            | 27 de septiembre | 15:45   |
| Renovación Pacífico   | 4 – 0     | Boca Juniors La Choza            | Mariscal Cáceres                    | 27 de septiembre | 16:00   |
| Alianza Pisco         | 2 – 0     | Deportivo Lolo Fernández         | Teobaldo Pinillos Olaechea          | 27 de septiembre | 19:00   |
| FC San Marcos         | 3 – 0     | Star Áncash                      | Rosas Pampa                         | 27 de septiembre | 19:00   |
| Nacional FBC          | 2 – 1     | FBC Aurora                       | Juan Carlos Oblitas                 | 27 de septiembre | 19:30   |
| Calidad Porteña       | 1 – 2     | Juventud Palmeiras               | Manuel C. Dulanto                   | 28 de septiembre | 14:00   |
| Atlético Hospital     | 5 – 2     | PCR EX-160                       | Municipal de Contamana              | 28 de septiembre | 15:00   |
| Juan Pablo II College | 1 – 0     | Juventud La Joya                 | Municipal de La Juventud            | 28 de septiembre | 16:00   |
| Independiente Huachog | 0 – 0     | Castle FC                        | Heraclio Tapia León                 | 28 de septiembre | 19:00   |

| Fecha 4                          | Fecha 4   | Fecha 4               | Fecha 4                      | Fecha 4          | Fecha 4 |
| Local                            | Resultado | Visitante             | Estadio                      | Fecha            | Hora    |
| -------------------------------- | --------- | --------------------- | ---------------------------- | ---------------- | ------- |
| FBC Aurora                       | 3 – 1     | Nacional FBC          | La Tomilla                   | 30 de septiembre | 15:00   |
| Star Áncash                      | 3 – 2     | FC San Marcos         | Rosas Pampa                  | 1 de octubre     | 13:00   |
| UCV Moquegua                     | 1 – 0     | Hijos del Altiplano   | 25 de Noviembre              | 1 de octubre     | 13:00   |
| Unión Tarapoto                   | 2 – 1     | ADT Moyobamba         | Carlos Vidaurre García       | 1 de octubre     | 13:00   |
| Municipal Challhuahuacho         | 3 – 5     | Miguel Grau           | Monumental de Tambobamba     | 1 de octubre     | 14:00   |
| VRAEM FC                         | 3 – 0     | Sport Cáceres         | Monumental de Kimbiri        | 1 de octubre     | 14:00   |
| Defensor Cubillas                | 2 – 1     | AJI de Calca          | Municipal de Espinar         | 1 de octubre     | 15:00   |
| Defensor Tacna                   | 0 – 3     | Bentín Tacna Heroica  | Jorge Basadre                | 1 de octubre     | 15:00   |
| Diablos Rojos de Juliaca         | 2 – 0     | Ángeles de Vizcachani | Guillermo Briceño Rosamedina | 1 de octubre     | 15:00   |
| Escuela Municipal de Tournavista | 2 – 2     | Inter FC Manantay     | Aliardo Soria Pérez          | 1 de octubre     | 15:00   |
| Juventud Palmeiras               | 2 – 2     | Calidad Porteña       | Facundo Ramírez Aguilar      | 1 de octubre     | 15:00   |
| PCR EX-160                       | 3 – 0     | Atlético Hospital     | Ricardo Cruzalegui Rojas     | 1 de octubre     | 15:00   |
| Real Atlético Nueva              | 2 – 1     | La Masía Nace         | IPD de Puerto Maldonado      | 1 de octubre     | 15:00   |
| Sociedad Tiro N.° 28             | 0 – 0     | Ecosem Pasco          | Daniel Alcides Carrión       | 1 de octubre     | 15:15   |
| Academia Cristo Rey              | 2 – 1     | Olimpia FC            | Wilberto Herrera Carlín      | 1 de octubre     | 15:30   |
| Atlético Chanchamayo             | 1 – 1     | CESA                  | Municipal de San Ramón       | 1 de octubre     | 15:30   |
| Boca Juniors La Choza            | 1 – 3     | Renovación Pacífico   | IPD de Zorritos              | 1 de octubre     | 15:30   |
| Deportivo Lolo Fernández         | 1 – 3     | Alianza Pisco         | José Picasso Peratta         | 1 de octubre     | 15:30   |
| Deportivo Maristas               | 2 – 1     | Deportivo Huracán     | Segundo Aranda Torres        | 1 de octubre     | 15:30   |
| Deportivo Municipal Jazán        | 0 – 1     | Unión Santo Domingo   | Kuélap                       | 1 de octubre     | 15:30   |
| Diablos Rojos de Huancavelica    | 2 – 3     | Deportivo Vianney     | IPD de Huancavelica          | 1 de octubre     | 15:30   |
| FC Cajamarca                     | 0 – 0     | ADA Jaén              | Héroes de San Ramón          | 1 de octubre     | 15:30   |
| Alfonso Ugarte de Chiclín        | 1 – 3     | Defensor Porvenir     | Municipal de Casa Grande     | 1 de octubre     | 15:45   |
| Juventud La Joya                 | 0 – 0     | Juan Pablo II College | César Flores Marigorda       | 1 de octubre     | 16:00   |
| Castle FC                        | 0 – 1     | Independiente Huachog | Heraclio Tapia León          | 1 de octubre     | 19:00   |

| Fecha 5               | Fecha 5   | Fecha 5                          | Fecha 5                             | Fecha 5      | Fecha 5 |
| Local                 | Resultado | Visitante                        | Estadio                             | Fecha        | Hora    |
| --------------------- | --------- | -------------------------------- | ----------------------------------- | ------------ | ------- |
| AJI de Calca          | 1 – 0     | Municipal Challhuahuacho         | Thomas E. Payne                     | 4 de octubre | 15:00   |
| Ángeles de Vizcachani | 6 – 1     | Real Atlético Nueva              | Polideportivo Municipal de Azángaro | 4 de octubre | 15:00   |
| Atlético Hospital     | 0 – 0     | Escuela Municipal de Tournavista | Municipal de Contamana              | 4 de octubre | 15:00   |
| La Masía Nace         | 0 – 5     | Diablos Rojos de Juliaca         | IPD de Puerto Maldonado             | 4 de octubre | 15:00   |
| Sport Cáceres         | 3 – 1     | Deportivo Lolo Fernández         | Ciudad de Cumaná                    | 4 de octubre | 15:00   |
| Bentín Tacna Heroica  | 0 – 0     | FBC Aurora                       | Joel Gutiérrez                      | 4 de octubre | 15:15   |
| Ecosem Pasco          | 6 – 0     | Atlético Chanchamayo             | Daniel Alcides Carrión              | 4 de octubre | 15:15   |
| ADA Jaén              | 2 – 0     | Juventud La Joya                 | Víctor Montoya Segura               | 4 de octubre | 15:30   |
| ADT Moyobamba         | 0 – 0     | PCR EX-160                       | IPD de Moyobamba                    | 4 de octubre | 15:30   |
| CESA                  | 0 – 0     | Diablos Rojos de Huancavelica    | Mariscal Castilla                   | 4 de octubre | 15:30   |
| Deportivo Huracán     | 1 – 0     | Sociedad Tiro N.° 28             | Rómulo Shaw Cisneros                | 4 de octubre | 15:30   |
| Deportivo Vianney     | 2 – 0     | VRAEM FC                         | IPD de Huancavelica                 | 4 de octubre | 15:30   |
| Hijos del Altiplano   | 3 – 4     | Defensor Tacna                   | Mariscal Nieto                      | 4 de octubre | 15:30   |
| Olimpia FC            | 3 – 1     | Deportivo Municipal Jazán        | Municipal de La Unión               | 4 de octubre | 15:30   |
| Renovación Pacífico   | 3 – 0     | Academia Cristo Rey              | Mariscal Cáceres                    | 4 de octubre | 15:30   |
| Unión Santo Domingo   | 1 – 3     | Unión Tarapoto                   | Kuélap                              | 4 de octubre | 15:30   |
| Defensor Porvenir     | 4 – 0     | FC Cajamarca                     | Municipal de Casa Grande            | 4 de octubre | 15:45   |
| Juan Pablo II College | 2 – 2     | Boca Juniors La Choza            | Municipal de La Juventud            | 4 de octubre | 16:00   |
| Alianza Pisco         | 1 – 0     | Juventud Palmeiras               | Teobaldo Pinillos Olaechea          | 4 de octubre | 19:00   |
| Calidad Porteña       | 0 – 1     | Deportivo Maristas               | Colegio Militar Leoncio Prado       | 4 de octubre | 19:00   |
| Independiente Huachog | 1 – 1     | Star Áncash                      | Heraclio Tapia León                 | 4 de octubre | 19:00   |
| Miguel Grau           | 2 – 0     | Defensor Cubillas                | El Olivo                            | 4 de octubre | 19:00   |
| FC San Marcos         | 5 – 0     | Alfonso Ugarte de Chiclín        | Rosas Pampa                         | 4 de octubre | 19:30   |
| Nacional FBC          | 1 – 0     | UCV Moquegua                     | Juan Carlos Oblitas                 | 4 de octubre | 19:30   |
| Inter FC Manantay     | 2 – 3     | Castle FC                        | Aliardo Soria Pérez                 | 4 de octubre | 20:00   |

| Fecha 6                          | Fecha 6   | Fecha 6               | Fecha 6                      | Fecha 6      | Fecha 6 |
| Local                            | Resultado | Visitante             | Estadio                      | Fecha        | Hora    |
| -------------------------------- | --------- | --------------------- | ---------------------------- | ------------ | ------- |
| FBC Aurora                       | 2 – 1     | Ángeles de Vizcachani | La Tomilla                   | 7 de octubre | 13:00   |
| Star Áncash                      | 1 – 1     | Defensor Porvenir     | Rosas Pampa                  | 8 de octubre | 13:00   |
| UCV Moquegua                     | 3 – 2     | Bentín Tacna Heroica  | 25 de Noviembre              | 8 de octubre | 13:00   |
| Unión Tarapoto                   | 10 – 1    | Atlético Hospital     | Carlos Vidaurre García       | 8 de octubre | 13:00   |
| VRAEM FC                         | 1 – 0     | Miguel Grau           | Monumental de Kimbiri        | 8 de octubre | 14:00   |
| Atlético Chanchamayo             | 1 – 5     | Deportivo Vianney     | Municipal de La Merced       | 8 de octubre | 15:00   |
| Castle FC                        | 1 – 1     | Ecosem Pasco          | Heraclio Tapia León          | 8 de octubre | 15:00   |
| Defensor Cubillas                | 5 – 0     | La Masía Nace         | Municipal de Espinar         | 8 de octubre | 15:00   |
| Diablos Rojos de Juliaca         | 3 – 1     | Hijos del Altiplano   | Guillermo Briceño Rosamedina | 8 de octubre | 15:00   |
| Juventud Palmeiras               | 3 – 3     | Deportivo Huracán     | Facundo Ramírez Aguilar      | 8 de octubre | 15:00   |
| Municipal Challhuahuacho         | 2 – 3     | Sport Cáceres         | Nueva Fuerabamba             | 8 de octubre | 15:00   |
| Sociedad Tiro N.° 28             | 3 – 0     | CESA                  | Daniel Alcides Carrión       | 8 de octubre | 15:00   |
| Defensor Tacna                   | 1 – 2     | Nacional FBC          | Joel Gutiérrez               | 8 de octubre | 15:15   |
| Academia Cristo Rey              | 2 – 2     | Juan Pablo II College | Wilberto Herrera Carlín      | 8 de octubre | 15:30   |
| Boca Juniors La Choza            | 1 – 2     | Olimpia FC            | IPD de Zorritos              | 8 de octubre | 15:30   |
| Deportivo Lolo Fernández         | 6 – 3     | Calidad Porteña       | Jorge Castro Aguayo          | 8 de octubre | 15:30   |
| Deportivo Maristas               | 2 – 2     | FC San Marcos         | Segundo Aranda Torres        | 8 de octubre | 15:30   |
| Diablos Rojos de Huancavelica    | 2 – 1     | Alianza Pisco         | IPD de Huancavelica          | 8 de octubre | 15:30   |
| Escuela Municipal de Tournavista | 4 – 1     | Independiente Huachog | Aliardo Soria Pérez          | 8 de octubre | 15:30   |
| FC Cajamarca                     | 1 – 2     | Unión Santo Domingo   | Héroes de San Ramón          | 8 de octubre | 15:30   |
| Alfonso Ugarte de Chiclín        | 0 – 3     | ADT Moyobamba         | Municipal de Casa Grande     | 8 de octubre | 15:45   |
| Deportivo Municipal Jazán        | 1 – 2     | ADA Jaén              | San Luis                     | 8 de octubre | 16:00   |
| Juventud La Joya                 | 3 – 0     | Renovación Pacífico   | César Flores Marigorda       | 8 de octubre | 16:00   |
| PCR EX-160                       | 6 – 1     | Inter FC Manantay     | Ricardo Cruzalegui Rojas     | 8 de octubre | 17:00   |
| Real Atlético Nueva              | 1 – 2     | AJI de Calca          | IPD de Puerto Maldonado      | 9 de octubre | 15:00   |

## Fase final

#### Cuadro de desarrollo
|  | Dieciseisavos de final                               | Dieciseisavos de final                               | Dieciseisavos de final                               | Dieciseisavos de final                               | Dieciseisavos de final                               |   |       | Octavos de final                                 | Octavos de final                                 | Octavos de final                                 | Octavos de final                                 | Octavos de final                                 |  |    | Cuartos de final                     | Cuartos de final                     | Cuartos de final                     |  |   | Semifinales                     | Semifinales                     | Semifinales                     |  |   | Final                           | Final                           | Final                           |  |
|  | 15 y 16 de octubre (ida) 21 y 22 de octubre (vuelta) | 15 y 16 de octubre (ida) 21 y 22 de octubre (vuelta) | 15 y 16 de octubre (ida) 21 y 22 de octubre (vuelta) | 15 y 16 de octubre (ida) 21 y 22 de octubre (vuelta) | 15 y 16 de octubre (ida) 21 y 22 de octubre (vuelta) |   |       | 28 y 29 de octubre (ida) 5 de noviembre (vuelta) | 28 y 29 de octubre (ida) 5 de noviembre (vuelta) | 28 y 29 de octubre (ida) 5 de noviembre (vuelta) | 28 y 29 de octubre (ida) 5 de noviembre (vuelta) | 28 y 29 de octubre (ida) 5 de noviembre (vuelta) |  |    | 18 y 19 de noviembre (partido único) | 18 y 19 de noviembre (partido único) | 18 y 19 de noviembre (partido único) |  |   | 22 de noviembre (partido único) | 22 de noviembre (partido único) | 22 de noviembre (partido único) |  |   | 26 de noviembre (partido único) | 26 de noviembre (partido único) | 26 de noviembre (partido único) |  |
|  |                                                      |                                                      |                                                      |                                                      |                                                      |   |       |                                                  |                                                  |                                                  |                                                  |                                                  |  |    |                                      |                                      |                                      |  |   |                                 |                                 |                                 |  |   |                                 |                                 |                                 |  |
|  |                                                      |                                                      |                                                      |                                                      |                                                      |   |       |                                                  |                                                  |                                                  |                                                  |                                                  |  |    |                                      |                                      |                                      |  |   |                                 |                                 |                                 |  |   |                                 |                                 |                                 |  |
|  | 4                                                    | Defensor Porvenir                                    | 2                                                    | 7                                                    | 9                                                    |   |       |                                                  |                                                  |                                                  |                                                  |                                                  |  |    |                                      |                                      |                                      |  |   |                                 |                                 |                                 |  |   |                                 |                                 |                                 |  |
|  | 4                                                    | Defensor Porvenir                                    | 2                                                    | 7                                                    | 9                                                    |   |       |                                                  |                                                  |                                                  |                                                  |                                                  |  |    |                                      |                                      |                                      |  |   |                                 |                                 |                                 |  |   |                                 |                                 |                                 |  |
|  | 29                                                   | Star Áncash                                          | 3                                                    | 2                                                    | 5                                                    |   |       |                                                  |                                                  |                                                  |                                                  |                                                  |  |    |                                      |                                      |                                      |  |   |                                 |                                 |                                 |  |   |                                 |                                 |                                 |  |
|  | 29                                                   | Star Áncash                                          | 3                                                    | 2                                                    | 5                                                    |   | 4     | Defensor Porvenir                                | 2                                                | 9                                                | 11                                               |                                                  |  |    |                                      |                                      |                                      |  |   |                                 |                                 |                                 |  |   |                                 |                                 |                                 |  |
|  |                                                      |                                                      |                                                      |                                                      |                                                      |   | 4     | Defensor Porvenir                                | 2                                                | 9                                                | 11                                               |                                                  |  |    |                                      |                                      |                                      |  |   |                                 |                                 |                                 |  |   |                                 |                                 |                                 |  |
|  |                                                      |                                                      | 13                                                   | Diablos Rojos (Huancavelica)                         | 6                                                    | 1 | 7     |                                                  |                                                  |                                                  |                                                  |                                                  |  |    |                                      |                                      |                                      |  |   |                                 |                                 |                                 |  |   |                                 |                                 |                                 |  |
|  | 13                                                   | Diablos Rojos (Huancavelica)                         | 13                                                   | Diablos Rojos (Huancavelica)                         | 6                                                    | 1 | 7     | 0                                                | 3                                                | 3 (6)                                            |                                                  |                                                  |  |    |                                      |                                      |                                      |  |   |                                 |                                 |                                 |  |   |                                 |                                 |                                 |  |
|  | 13                                                   | Diablos Rojos (Huancavelica)                         |                                                      |                                                      |                                                      |   |       |                                                  |                                                  | 3 (6)                                            |                                                  |                                                  |  |    |                                      |                                      |                                      |  |   |                                 |                                 |                                 |  |   |                                 |                                 |                                 |  |
|  | 20                                                   | Alianza Pisco                                        | 2                                                    | 1                                                    | 3 (5)                                                |   |       |                                                  |                                                  |                                                  |                                                  |                                                  |  |    |                                      |                                      |                                      |  |   |                                 |                                 |                                 |  |   |                                 |                                 |                                 |  |
|  | 20                                                   | Alianza Pisco                                        | 2                                                    | 1                                                    | 3 (5)                                                |   |       |                                                  |                                                  |                                                  |                                                  |                                                  |  | 4  | Defensor Porvenir                    | 1                                    |                                      |  |   |                                 |                                 |                                 |  |   |                                 |                                 |                                 |  |
|  |                                                      |                                                      |                                                      |                                                      |                                                      |   |       |                                                  |                                                  |                                                  |                                                  |                                                  |  | 4  | Defensor Porvenir                    | 1                                    |                                      |  |   |                                 |                                 |                                 |  |   |                                 |                                 |                                 |  |
|  |                                                      |                                                      | 5                                                    | FC San Marcos                                        | 2                                                    |   |       |                                                  |                                                  |                                                  |                                                  |                                                  |  |    |                                      |                                      |                                      |  |   |                                 |                                 |                                 |  |   |                                 |                                 |                                 |  |
|  | 5                                                    | FC San Marcos                                        | 5                                                    | FC San Marcos                                        | 2                                                    | 0 | 2     | 2                                                |                                                  |                                                  |                                                  |                                                  |  |    |                                      |                                      |                                      |  |   |                                 |                                 |                                 |  |   |                                 |                                 |                                 |  |
|  | 5                                                    | FC San Marcos                                        |                                                      |                                                      |                                                      |   |       |                                                  |                                                  |                                                  |                                                  |                                                  |  |    |                                      |                                      |                                      |  |   |                                 |                                 |                                 |  |   |                                 |                                 |                                 |  |
|  | 28                                                   | Juventud La Joya                                     | 0                                                    | 0                                                    | 0                                                    |   |       |                                                  |                                                  |                                                  |                                                  |                                                  |  |    |                                      |                                      |                                      |  |   |                                 |                                 |                                 |  |   |                                 |                                 |                                 |  |
|  | 28                                                   | Juventud La Joya                                     | 0                                                    | 0                                                    | 0                                                    |   | 5     | FC San Marcos                                    | 0                                                | 3                                                | 3                                                |                                                  |  |    |                                      |                                      |                                      |  |   |                                 |                                 |                                 |  |   |                                 |                                 |                                 |  |
|  |                                                      |                                                      |                                                      |                                                      |                                                      |   | 5     | FC San Marcos                                    | 0                                                | 3                                                | 3                                                |                                                  |  |    |                                      |                                      |                                      |  |   |                                 |                                 |                                 |  |   |                                 |                                 |                                 |  |
|  |                                                      |                                                      | 12                                                   | Unión Santo Domingo                                  | 0                                                    | 1 | 1     |                                                  |                                                  |                                                  |                                                  |                                                  |  |    |                                      |                                      |                                      |  |   |                                 |                                 |                                 |  |   |                                 |                                 |                                 |  |
|  | 12                                                   | Unión Santo Domingo                                  | 12                                                   | Unión Santo Domingo                                  | 0                                                    | 1 | 1     | 0                                                | 5                                                | 5                                                |                                                  |                                                  |  |    |                                      |                                      |                                      |  |   |                                 |                                 |                                 |  |   |                                 |                                 |                                 |  |
|  | 12                                                   | Unión Santo Domingo                                  |                                                      |                                                      |                                                      |   |       |                                                  |                                                  | 5                                                |                                                  |                                                  |  |    |                                      |                                      |                                      |  |   |                                 |                                 |                                 |  |   |                                 |                                 |                                 |  |
|  | 21                                                   | Defensor Cubillas                                    | 1                                                    | 0                                                    | 1                                                    |   |       |                                                  |                                                  |                                                  |                                                  |                                                  |  |    |                                      |                                      |                                      |  |   |                                 |                                 |                                 |  |   |                                 |                                 |                                 |  |
|  | 21                                                   | Defensor Cubillas                                    | 1                                                    | 0                                                    | 1                                                    |   |       |                                                  |                                                  |                                                  |                                                  |                                                  |  |    |                                      |                                      |                                      |  | 5 | FC San Marcos                   | 2 (6)                           |                                 |  |   |                                 |                                 |                                 |  |
|  |                                                      |                                                      |                                                      |                                                      |                                                      |   |       |                                                  |                                                  |                                                  |                                                  |                                                  |  |    |                                      |                                      |                                      |  | 5 | FC San Marcos                   | 2 (6)                           |                                 |  |   |                                 |                                 |                                 |  |
|  |                                                      |                                                      | 19                                                   | Juan Pablo II College                                | 2 (5)                                                |   |       |                                                  |                                                  |                                                  |                                                  |                                                  |  |    |                                      |                                      |                                      |  |   |                                 |                                 |                                 |  |   |                                 |                                 |                                 |  |
|  | 6                                                    | AJI Calca                                            | 19                                                   | Juan Pablo II College                                | 2 (5)                                                | 2 | 1     | 3                                                |                                                  |                                                  |                                                  |                                                  |  |    |                                      |                                      |                                      |  |   |                                 |                                 |                                 |  |   |                                 |                                 |                                 |  |
|  | 6                                                    | AJI Calca                                            |                                                      |                                                      |                                                      |   |       |                                                  |                                                  |                                                  |                                                  |                                                  |  |    |                                      |                                      |                                      |  |   |                                 |                                 |                                 |  |   |                                 |                                 |                                 |  |
|  | 27                                                   | Real Atlético Nueva                                  | 0                                                    | 0                                                    | 0                                                    |   |       |                                                  |                                                  |                                                  |                                                  |                                                  |  |    |                                      |                                      |                                      |  |   |                                 |                                 |                                 |  |   |                                 |                                 |                                 |  |
|  | 27                                                   | Real Atlético Nueva                                  | 0                                                    | 0                                                    | 0                                                    |   | 6     | AJI Calca                                        | 1                                                | 0                                                | 1                                                |                                                  |  |    |                                      |                                      |                                      |  |   |                                 |                                 |                                 |  |   |                                 |                                 |                                 |  |
|  |                                                      |                                                      |                                                      |                                                      |                                                      |   | 6     | AJI Calca                                        | 1                                                | 0                                                | 1                                                |                                                  |  |    |                                      |                                      |                                      |  |   |                                 |                                 |                                 |  |   |                                 |                                 |                                 |  |
|  |                                                      |                                                      | 11                                                   | Diablos Rojos (Juliaca)                              | 1                                                    | 2 | 3     |                                                  |                                                  |                                                  |                                                  |                                                  |  |    |                                      |                                      |                                      |  |   |                                 |                                 |                                 |  |   |                                 |                                 |                                 |  |
|  | 22                                                   | Renovación Pacífico                                  | 11                                                   | Diablos Rojos (Juliaca)                              | 1                                                    | 2 | 3     | 0                                                | 3                                                | 3                                                |                                                  |                                                  |  |    |                                      |                                      |                                      |  |   |                                 |                                 |                                 |  |   |                                 |                                 |                                 |  |
|  | 22                                                   | Renovación Pacífico                                  |                                                      |                                                      |                                                      |   |       |                                                  |                                                  | 3                                                |                                                  |                                                  |  |    |                                      |                                      |                                      |  |   |                                 |                                 |                                 |  |   |                                 |                                 |                                 |  |
|  | 11                                                   | Diablos Rojos (Juliaca)                              | 6                                                    | 0                                                    | 6                                                    |   |       |                                                  |                                                  |                                                  |                                                  |                                                  |  |    |                                      |                                      |                                      |  |   |                                 |                                 |                                 |  |   |                                 |                                 |                                 |  |
|  | 11                                                   | Diablos Rojos (Juliaca)                              | 6                                                    | 0                                                    | 6                                                    |   |       |                                                  |                                                  |                                                  |                                                  |                                                  |  | 11 | Diablos Rojos (Juliaca)              | 1                                    |                                      |  |   |                                 |                                 |                                 |  |   |                                 |                                 |                                 |  |
|  |                                                      |                                                      |                                                      |                                                      |                                                      |   |       |                                                  |                                                  |                                                  |                                                  |                                                  |  | 11 | Diablos Rojos (Juliaca)              | 1                                    |                                      |  |   |                                 |                                 |                                 |  |   |                                 |                                 |                                 |  |
|  |                                                      |                                                      | 19                                                   | Juan Pablo II College                                | 2                                                    |   |       |                                                  |                                                  |                                                  |                                                  |                                                  |  |    |                                      |                                      |                                      |  |   |                                 |                                 |                                 |  |   |                                 |                                 |                                 |  |
|  | 3                                                    | Nuevo Unión Tarapoto                                 | 19                                                   | Juan Pablo II College                                | 2                                                    | 1 | 1     | 2 (8)                                            |                                                  |                                                  |                                                  |                                                  |  |    |                                      |                                      |                                      |  |   |                                 |                                 |                                 |  |   |                                 |                                 |                                 |  |
|  | 3                                                    | Nuevo Unión Tarapoto                                 |                                                      |                                                      |                                                      |   |       |                                                  |                                                  |                                                  |                                                  |                                                  |  |    |                                      |                                      |                                      |  |   |                                 |                                 |                                 |  |   |                                 |                                 |                                 |  |
|  | 30                                                   | Independiente Huachog                                | 2                                                    | 0                                                    | 2 (7)                                                |   |       |                                                  |                                                  |                                                  |                                                  |                                                  |  |    |                                      |                                      |                                      |  |   |                                 |                                 |                                 |  |   |                                 |                                 |                                 |  |
|  | 30                                                   | Independiente Huachog                                | 2                                                    | 0                                                    | 2 (7)                                                |   | 3     | Nuevo Unión Tarapoto                             | 1                                                | 0                                                | 1                                                |                                                  |  |    |                                      |                                      |                                      |  |   |                                 |                                 |                                 |  |   |                                 |                                 |                                 |  |
|  |                                                      |                                                      |                                                      |                                                      |                                                      |   | 3     | Nuevo Unión Tarapoto                             | 1                                                | 0                                                | 1                                                |                                                  |  |    |                                      |                                      |                                      |  |   |                                 |                                 |                                 |  |   |                                 |                                 |                                 |  |
|  |                                                      |                                                      | 19                                                   | Juan Pablo II College                                | 2                                                    | 0 | 2     |                                                  |                                                  |                                                  |                                                  |                                                  |  |    |                                      |                                      |                                      |  |   |                                 |                                 |                                 |  |   |                                 |                                 |                                 |  |
|  | 14                                                   | Deportivo Huracán                                    | 19                                                   | Juan Pablo II College                                | 2                                                    | 0 | 2     | 0                                                | 4                                                | 4                                                |                                                  |                                                  |  |    |                                      |                                      |                                      |  |   |                                 |                                 |                                 |  |   |                                 |                                 |                                 |  |
|  | 14                                                   | Deportivo Huracán                                    |                                                      |                                                      |                                                      |   |       |                                                  |                                                  | 4                                                |                                                  |                                                  |  |    |                                      |                                      |                                      |  |   |                                 |                                 |                                 |  |   |                                 |                                 |                                 |  |
|  | 19                                                   | Juan Pablo II College                                | 3                                                    | 5                                                    | 8                                                    |   |       |                                                  |                                                  |                                                  |                                                  |                                                  |  |    |                                      |                                      |                                      |  |   |                                 |                                 |                                 |  |   |                                 |                                 |                                 |  |
|  | 19                                                   | Juan Pablo II College                                | 3                                                    | 5                                                    | 8                                                    |   |       |                                                  |                                                  |                                                  |                                                  |                                                  |  |    |                                      |                                      |                                      |  |   |                                 |                                 |                                 |  | 5 | FC San Marcos                   | 1                               |                                 |  |
|  |                                                      |                                                      |                                                      |                                                      |                                                      |   |       |                                                  |                                                  |                                                  |                                                  |                                                  |  |    |                                      |                                      |                                      |  |   |                                 |                                 |                                 |  | 5 | FC San Marcos                   | 1                               |                                 |  |
|  |                                                      |                                                      | 7                                                    | ADA Jaén                                             | 3                                                    |   |       |                                                  |                                                  |                                                  |                                                  |                                                  |  |    |                                      |                                      |                                      |  |   |                                 |                                 |                                 |  |   |                                 |                                 |                                 |  |
|  | 2                                                    | Sport Cáceres                                        | 7                                                    | ADA Jaén                                             | 3                                                    | 4 | 8     | 12                                               |                                                  |                                                  |                                                  |                                                  |  |    |                                      |                                      |                                      |  |   |                                 |                                 |                                 |  |   |                                 |                                 |                                 |  |
|  | 2                                                    | Sport Cáceres                                        |                                                      |                                                      |                                                      |   |       |                                                  |                                                  |                                                  |                                                  |                                                  |  |    |                                      |                                      |                                      |  |   |                                 |                                 |                                 |  |   |                                 |                                 |                                 |  |
|  | 31                                                   | Juventud Palmeiras                                   | 1                                                    | 0                                                    | 1                                                    |   |       |                                                  |                                                  |                                                  |                                                  |                                                  |  |    |                                      |                                      |                                      |  |   |                                 |                                 |                                 |  |   |                                 |                                 |                                 |  |
|  | 31                                                   | Juventud Palmeiras                                   | 1                                                    | 0                                                    | 1                                                    |   | 2     | Sport Cáceres                                    | 0                                                | 3                                                | 3 (4)                                            |                                                  |  |    |                                      |                                      |                                      |  |   |                                 |                                 |                                 |  |   |                                 |                                 |                                 |  |
|  |                                                      |                                                      |                                                      |                                                      |                                                      |   | 2     | Sport Cáceres                                    | 0                                                | 3                                                | 3 (4)                                            |                                                  |  |    |                                      |                                      |                                      |  |   |                                 |                                 |                                 |  |   |                                 |                                 |                                 |  |
|  |                                                      |                                                      | 15                                                   | FBC Aurora                                           | 3                                                    | 0 | 3 (3) |                                                  |                                                  |                                                  |                                                  |                                                  |  |    |                                      |                                      |                                      |  |   |                                 |                                 |                                 |  |   |                                 |                                 |                                 |  |
|  | 15                                                   | FBC Aurora                                           | 15                                                   | FBC Aurora                                           | 3                                                    | 0 | 3 (3) | 2                                                | 3                                                | 5                                                |                                                  |                                                  |  |    |                                      |                                      |                                      |  |   |                                 |                                 |                                 |  |   |                                 |                                 |                                 |  |
|  | 15                                                   | FBC Aurora                                           |                                                      |                                                      |                                                      |   |       |                                                  |                                                  | 5                                                |                                                  |                                                  |  |    |                                      |                                      |                                      |  |   |                                 |                                 |                                 |  |   |                                 |                                 |                                 |  |
|  | 18                                                   | Deportivo Maristas                                   | 1                                                    | 2                                                    | 3                                                    |   |       |                                                  |                                                  |                                                  |                                                  |                                                  |  |    |                                      |                                      |                                      |  |   |                                 |                                 |                                 |  |   |                                 |                                 |                                 |  |
|  | 18                                                   | Deportivo Maristas                                   | 1                                                    | 2                                                    | 3                                                    |   |       |                                                  |                                                  |                                                  |                                                  |                                                  |  | 2  | Sport Cáceres                        | 2 (2)                                |                                      |  |   |                                 |                                 |                                 |  |   |                                 |                                 |                                 |  |
|  |                                                      |                                                      |                                                      |                                                      |                                                      |   |       |                                                  |                                                  |                                                  |                                                  |                                                  |  | 2  | Sport Cáceres                        | 2 (2)                                |                                      |  |   |                                 |                                 |                                 |  |   |                                 |                                 |                                 |  |
|  |                                                      |                                                      | 7                                                    | ADA Jaén                                             | 2 (3)                                                |   |       |                                                  |                                                  |                                                  |                                                  |                                                  |  |    |                                      |                                      |                                      |  |   |                                 |                                 |                                 |  |   |                                 |                                 |                                 |  |
|  | 7                                                    | ADA Jaén                                             | 7                                                    | ADA Jaén                                             | 2 (3)                                                | 2 | 1     | 3                                                |                                                  |                                                  |                                                  |                                                  |  |    |                                      |                                      |                                      |  |   |                                 |                                 |                                 |  |   |                                 |                                 |                                 |  |
|  | 7                                                    | ADA Jaén                                             |                                                      |                                                      |                                                      |   |       |                                                  |                                                  |                                                  |                                                  |                                                  |  |    |                                      |                                      |                                      |  |   |                                 |                                 |                                 |  |   |                                 |                                 |                                 |  |
|  | 26                                                   | Municipal de Tournavista                             | 2                                                    | 0                                                    | 2                                                    |   |       |                                                  |                                                  |                                                  |                                                  |                                                  |  |    |                                      |                                      |                                      |  |   |                                 |                                 |                                 |  |   |                                 |                                 |                                 |  |
|  | 26                                                   | Municipal de Tournavista                             | 2                                                    | 0                                                    | 2                                                    |   | 7     | ADA Jaén                                         | 1                                                | 2                                                | 3                                                |                                                  |  |    |                                      |                                      |                                      |  |   |                                 |                                 |                                 |  |   |                                 |                                 |                                 |  |
|  |                                                      |                                                      |                                                      |                                                      |                                                      |   | 7     | ADA Jaén                                         | 1                                                | 2                                                | 3                                                |                                                  |  |    |                                      |                                      |                                      |  |   |                                 |                                 |                                 |  |   |                                 |                                 |                                 |  |
|  |                                                      |                                                      | 23                                                   | Olimpia FC                                           | 2                                                    | 0 | 2     |                                                  |                                                  |                                                  |                                                  |                                                  |  |    |                                      |                                      |                                      |  |   |                                 |                                 |                                 |  |   |                                 |                                 |                                 |  |
|  | 10                                                   | Deportivo Vianney                                    | 23                                                   | Olimpia FC                                           | 2                                                    | 0 | 2     | 1                                                | 2                                                | 3                                                |                                                  |                                                  |  |    |                                      |                                      |                                      |  |   |                                 |                                 |                                 |  |   |                                 |                                 |                                 |  |
|  | 10                                                   | Deportivo Vianney                                    |                                                      |                                                      |                                                      |   |       |                                                  |                                                  | 3                                                |                                                  |                                                  |  |    |                                      |                                      |                                      |  |   |                                 |                                 |                                 |  |   |                                 |                                 |                                 |  |
|  | 23                                                   | Olimpia FC                                           | 4                                                    | 0                                                    | 4                                                    |   |       |                                                  |                                                  |                                                  |                                                  |                                                  |  |    |                                      |                                      |                                      |  |   |                                 |                                 |                                 |  |   |                                 |                                 |                                 |  |
|  | 23                                                   | Olimpia FC                                           | 4                                                    | 0                                                    | 4                                                    |   |       |                                                  |                                                  |                                                  |                                                  |                                                  |  |    |                                      |                                      |                                      |  | 7 | ADA Jaén                        | 1                               |                                 |  |   |                                 |                                 |                                 |  |
|  |                                                      |                                                      |                                                      |                                                      |                                                      |   |       |                                                  |                                                  |                                                  |                                                  |                                                  |  |    |                                      |                                      |                                      |  | 7 | ADA Jaén                        | 1                               |                                 |  |   |                                 |                                 |                                 |  |
|  |                                                      |                                                      | 17                                                   | UCV Moquegua                                         | 0                                                    |   |       |                                                  |                                                  |                                                  |                                                  |                                                  |  |    |                                      |                                      |                                      |  |   |                                 |                                 |                                 |  |   |                                 |                                 |                                 |  |
|  | 8                                                    | Nacional FBC                                         | 17                                                   | UCV Moquegua                                         | 0                                                    | 0 | 3     | 3 (3)                                            |                                                  |                                                  |                                                  |                                                  |  |    |                                      |                                      |                                      |  |   |                                 |                                 |                                 |  |   |                                 |                                 |                                 |  |
|  | 8                                                    | Nacional FBC                                         |                                                      |                                                      |                                                      |   |       |                                                  |                                                  |                                                  |                                                  |                                                  |  |    |                                      |                                      |                                      |  |   |                                 |                                 |                                 |  |   |                                 |                                 |                                 |  |
|  | 25                                                   | Bentín Tacna Heroica                                 | 2                                                    | 1                                                    | 3 (0)                                                |   |       |                                                  |                                                  |                                                  |                                                  |                                                  |  |    |                                      |                                      |                                      |  |   |                                 |                                 |                                 |  |   |                                 |                                 |                                 |  |
|  | 25                                                   | Bentín Tacna Heroica                                 | 2                                                    | 1                                                    | 3 (0)                                                |   | 8     | Nacional FBC                                     | 0                                                | 2                                                | 2                                                |                                                  |  |    |                                      |                                      |                                      |  |   |                                 |                                 |                                 |  |   |                                 |                                 |                                 |  |
|  |                                                      |                                                      |                                                      |                                                      |                                                      |   | 8     | Nacional FBC                                     | 0                                                | 2                                                | 2                                                |                                                  |  |    |                                      |                                      |                                      |  |   |                                 |                                 |                                 |  |   |                                 |                                 |                                 |  |
|  |                                                      |                                                      | 9                                                    | Ecosem Pasco                                         | 3                                                    | 2 | 5     |                                                  |                                                  |                                                  |                                                  |                                                  |  |    |                                      |                                      |                                      |  |   |                                 |                                 |                                 |  |   |                                 |                                 |                                 |  |
|  | 9                                                    | Ecosem Pasco                                         | 9                                                    | Ecosem Pasco                                         | 3                                                    | 2 | 5     | 0                                                | 5                                                | 5                                                |                                                  |                                                  |  |    |                                      |                                      |                                      |  |   |                                 |                                 |                                 |  |   |                                 |                                 |                                 |  |
|  | 9                                                    | Ecosem Pasco                                         |                                                      |                                                      |                                                      |   |       |                                                  |                                                  | 5                                                |                                                  |                                                  |  |    |                                      |                                      |                                      |  |   |                                 |                                 |                                 |  |   |                                 |                                 |                                 |  |
|  | 24                                                   | VRAEM FC                                             | 2                                                    | 1                                                    | 3                                                    |   |       |                                                  |                                                  |                                                  |                                                  |                                                  |  |    |                                      |                                      |                                      |  |   |                                 |                                 |                                 |  |   |                                 |                                 |                                 |  |
|  | 24                                                   | VRAEM FC                                             | 2                                                    | 1                                                    | 3                                                    |   |       |                                                  |                                                  |                                                  |                                                  |                                                  |  | 9  | Ecosem Pasco                         | 0 (1)                                |                                      |  |   |                                 |                                 |                                 |  |   |                                 |                                 |                                 |  |
|  |                                                      |                                                      |                                                      |                                                      |                                                      |   |       |                                                  |                                                  |                                                  |                                                  |                                                  |  | 9  | Ecosem Pasco                         | 0 (1)                                |                                      |  |   |                                 |                                 |                                 |  |   |                                 |                                 |                                 |  |
|  |                                                      |                                                      | 17                                                   | UCV Moquegua                                         | 0 (4)                                                |   |       |                                                  |                                                  |                                                  |                                                  |                                                  |  |    |                                      |                                      |                                      |  |   |                                 |                                 |                                 |  |   |                                 |                                 |                                 |  |
|  | 1                                                    | Miguel Grau                                          | 17                                                   | UCV Moquegua                                         | 0 (4)                                                | 0 | 6     | 6                                                |                                                  |                                                  |                                                  |                                                  |  |    |                                      |                                      |                                      |  |   |                                 |                                 |                                 |  |   |                                 |                                 |                                 |  |
|  | 1                                                    | Miguel Grau                                          |                                                      |                                                      |                                                      |   |       |                                                  |                                                  |                                                  |                                                  |                                                  |  |    |                                      |                                      |                                      |  |   |                                 |                                 |                                 |  |   |                                 |                                 |                                 |  |
|  | 32                                                   | Sociedad Tiro N.° 28                                 | 3                                                    | 0                                                    | 3                                                    |   |       |                                                  |                                                  |                                                  |                                                  |                                                  |  |    |                                      |                                      |                                      |  |   |                                 |                                 |                                 |  |   |                                 |                                 |                                 |  |
|  | 32                                                   | Sociedad Tiro N.° 28                                 | 3                                                    | 0                                                    | 3                                                    |   | 1     | Miguel Grau                                      | 1                                                | 0                                                | 1                                                |                                                  |  |    |                                      |                                      |                                      |  |   |                                 |                                 |                                 |  |   |                                 |                                 |                                 |  |
|  |                                                      |                                                      |                                                      |                                                      |                                                      |   | 1     | Miguel Grau                                      | 1                                                | 0                                                | 1                                                |                                                  |  |    |                                      |                                      |                                      |  |   |                                 |                                 |                                 |  |   |                                 |                                 |                                 |  |
|  |                                                      |                                                      | 17                                                   | UCV Moquegua                                         | 2                                                    | 3 | 5     |                                                  |                                                  |                                                  |                                                  |                                                  |  |    |                                      |                                      |                                      |  |   |                                 |                                 |                                 |  |   |                                 |                                 |                                 |  |
|  | 16                                                   | ADT Moyobamba                                        | 17                                                   | UCV Moquegua                                         | 2                                                    | 3 | 5     | 1                                                | 1                                                | 2                                                |                                                  |                                                  |  |    |                                      |                                      |                                      |  |   |                                 |                                 |                                 |  |   |                                 |                                 |                                 |  |
|  | 16                                                   | ADT Moyobamba                                        |                                                      |                                                      |                                                      |   |       |                                                  |                                                  | 2                                                |                                                  |                                                  |  |    |                                      |                                      |                                      |  |   |                                 |                                 |                                 |  |   |                                 |                                 |                                 |  |
|  | 17                                                   | UCV Moquegua                                         | 1                                                    | 2                                                    | 3                                                    |   |       |                                                  |                                                  |                                                  |                                                  |                                                  |  |    |                                      |                                      |                                      |  |   |                                 |                                 |                                 |  |   |                                 |                                 |                                 |  |
|  | 17                                                   | UCV Moquegua                                         | 1                                                    | 2                                                    | 3                                                    |   |       |                                                  |                                                  |                                                  |                                                  |                                                  |  |    |                                      |                                      |                                      |  |   |                                 |                                 |                                 |  |   |                                 |                                 |                                 |  |
|  |                                                      |                                                      |                                                      |                                                      |                                                      |   |       |                                                  |                                                  |                                                  |                                                  |                                                  |  |    |                                      |                                      |                                      |  |   |                                 |                                 |                                 |  |   |                                 |                                 |                                 |  |

Nota: En las series a dos partidos, el equipo que ocupa la primera línea es el que define como local.

### Dieciseisavos de final
- Los horarios corresponden a la hora local del Perú: (UTC-5).

| 15 de octubre | Sociedad Tiro N.° 28                      | 3:0 (0:0) | Miguel Grau | Daniel Alcides Carrión, Cerro de Pasco |                            |
| 15:15         | Charly Córdova 59', 78' · David Ramos 86' | Reporte   |             | Árbitro(s): Luis Seminario             | Árbitro(s): Luis Seminario |

| 22 de octubre | Miguel Grau | 6:0 (3:0) | Sociedad Tiro N.° 28 | Monumental de Condebamba, Abancay |  |
| 13:00         | Kevin Rossell 29' · Andrés Medina 31' · Brian Morales 40' · Leonardo Zuta 55' · Anthony Lomen 60' · Shande Chirinos 89' | Reporte   |                      |                                   |  |

| 15 de octubre | Juventud Palmeiras | 1:4 (0:2) | Sport Cáceres                                                          | Facundo Ramírez Aguilar, Callao |                           |
| 15:00         | César Sánchez 56'  | Reporte   | Edward Pacheco 10' (pen.), 69' · Branny Berrocal 22' · Dani Aliaga 77' | Árbitro(s): James Huamaní       | Árbitro(s): James Huamaní |

| 22 de octubre | Sport Cáceres                                                                                                   | 8:0 (3:0) | Juventud Palmeiras | Ciudad de Cumaná, Ayacucho |  |
| 15:15         | Waldir Pelezuelos 7', 35' · Alberto Vela 9', 56' (pen.), 59', 67' · Keder Paez 74' · Maggeber Aliaga 80' (pen.) | Reporte   |                    |                            |  |

| 15 de octubre | Independiente Huachog                  | 2:1 (0:0) | Nuevo Unión Tarapoto  | Municipal, Santa María del Valle |                               |
| 16:00         | Denis Alania 71' · Óscar Mirabal 90+3' | Reporte   | Alessandro Pinedo 83' | Árbitro(s): Gean Barbagelatta    | Árbitro(s): Gean Barbagelatta |

| 21 de octubre                                                         | Nuevo Unión Tarapoto | 1:0 (1:0) (8:7 p.)         | Independiente Huachog | Carlos Vidaurre García, Tarapoto |                          |
| 13:00                                                                 | Verning Sánchez 9' | Reporte                    | | Árbitro(s): Julio Quiroz         | Árbitro(s): Julio Quiroz |
|                                                                       | | Tiros desde el punto penal | |                                  |                          |
|                                                                       | Verning Sánchez · Dennis Vásquez · Mario Rengifo · Jeisson Reátegui · Patrick Meza · Jamilton Isuiza · Neyver Ordoñez · Lester Ramírez · Jairo Mozombite |                            | Denis Alania · Waldir Castro · Jhony Leiva · Alexis Fernández · Paul Bashi · Carlos Hidalgo · Yordan Claudio · Áxel Luna · Kevin Russo |                                  |                          |
| Nuevo Unión Tarapoto fue el primero en patear en la tanda de penales. | |                            | |                                  |                          |

| 15 de octubre | Star Áncash                                                 | 3:2 (2:0) | Defensor Porvenir                    | Rosas Pampa, Huaraz          |                              |
| 15:00         | Jahirsino Baylón 6' · Teobaldo Tesen 39' · Axel Gastelú 53' | Reporte   | Juan Huangal 62' · Adrián Mujica 78' | Árbitro(s): Fernando Legario | Árbitro(s): Fernando Legario |

| 21 de octubre | Defensor Porvenir                                                                              | 7:2 (3:1) | Star Áncash                                 | Mansiche, Trujillo |  |
| 15:45         | Juan Huangal 15', 19', 32', 53' · Efraín Rodríguez 65' · Ángelo García 79' · Ciro Mestanza 83' | Reporte   | Jahirsino Baylón 34' · Alexander Llanos 88' |                    |  |

| 15 de octubre | Juventud La Joya | 0:0     | FC San Marcos | César Flores Marigorda, Lambayeque |                            |
| 11:30         |                  | Reporte |               | Árbitro(s): Jasmani Chambi         | Árbitro(s): Jasmani Chambi |

| 22 de octubre | FC San Marcos                           | 2:0 (0:0) | Juventud La Joya | Rosas Pampa, Huaraz |  |
| 15:00         | Freddy Castro 63' · Maykell Quijano 75' | Reporte   |                  |                     |  |

| 15 de octubre | Real Atlético Nueva | 0:2 (0:1) | AJI de Calca                               | IPD, Puerto Maldonado      |                            |
| 15:00         |                     | Reporte   | Édison Quispe 23' · Víctor Huancahuire 55' | Árbitro(s): Alexander Blas | Árbitro(s): Alexander Blas |

| 22 de octubre | AJI de Calca      | 1:0 (0:0) | Real Atlético Nueva | Thomas Ernesto Payne, Calca |                            |
| 15:00         | Fredy Salcedo 86' | Reporte   |                     | Árbitro(s): Mhairon Flores  | Árbitro(s): Mhairon Flores |

| 15 de octubre | Escuela Municipal de Tournavista     | 2:2 (2:2) | ADA de Jaén                                  | Aliardo Soria Pérez, Pucallpa |                          |
| 13:00         | Roy Puerta 6' · Gerardo Trinidad 44' | Reporte   | Denilson Castillo 19' · Erikson Gonzales 30' | Árbitro(s): Luis Ciriaco      | Árbitro(s): Luis Ciriaco |

| 22 de octubre | ADA de Jaén        | 1:0 (1:0) | Escuela Municipal de Tournavista | Víctor Montoya Segura, Jaén |                         |
| 15:30         | Fernando Prado 31' | Reporte   |                                  | Árbitro(s): Renzo Arias     | Árbitro(s): Renzo Arias |

| 15 de octubre | Bentín Tacna Heroica                    | 2:0 (1:0) | Nacional FBC | Joel Gutiérrez, Tacna   |                         |
| 15:15         | Kevin Laura 29' (pen.) · Saúl Reyes 62' | Reporte   |              | Árbitro(s): Pablo López | Árbitro(s): Pablo López |

| 22 de octubre                                                 | Nacional FBC                                                     | 3:1 (1:0) (3:0 p.)         | Bentín Tacna Heroica                        | Monumental de la UNSA, Arequipa |                          |
| 13:00                                                         | Hristo Paredes 18', 82' · Joaquín Astorga 47'                    | Reporte                    | Alexander Guadalupe 59'                     | Árbitro(s): Luis Ciriaco        | Árbitro(s): Luis Ciriaco |
|                                                               |                                                                  | Tiros desde el punto penal |                                             |                                 |                          |
|                                                               | Eder Fernández · Brayan Castillo · Joel Ravello · Hristo Paredes |                            | Piero León · Claudio García · Yordy Cordero |                                 |                          |
| Nacional FBC fue el primero en patear en la tanda de penales. |                                                                  |                            |                                             |                                 |                          |

| 15 de octubre | VRAEM FC                                     | 2:0 (2:0) | Ecosem Pasco | Monumental, Kimbiri |  |
| 14:00         | David Romero 17' · Jhonny Alcázar 23' (pen.) | Reporte   |              |                     |  |

| 22 de octubre | Ecosem Pasco                                                                                        | 5:1 (2:0) | VRAEM FC          | Daniel Alcides Carrión, Cerro de Pasco |                           |
| 15:15         | Patrick Dávila 35' · Pedro Martínez 45+14' · Víctor Jiménez 67' (pen.) · Darwin Meléndez 89', 90+1' | Reporte   | Goth Quispe 90+5' | Árbitro(s): James Huamaní              | Árbitro(s): James Huamaní |

| 15 de octubre | Olimpia FC                                                  | 4:1 (1:0) | Deportivo Vianney   | Municipal, Bernal          |                            |
| 13:00         | Luis Celi 26' · Kelvin Alcalde 63' · Jordy Reyes 87', 90+3' | Reporte   | Édgar Santillán 52' | Árbitro(s): Micke Palomino | Árbitro(s): Micke Palomino |

| 22 de octubre | Deportivo Vianney                          | 2:0 (1:0) | Olimpia FC | IPD, Huancavelica |  |
| 15:30         | Keneddy Méndez 20' · Juan Taipe 84' (pen.) | Reporte   |            |                   |  |

| 16 de octubre | Diablos Rojos de Juliaca                                                                                   | 6:0 (5:0) | Renovación Pacífico | Guillermo Briceño Rosamedina, Juliaca |                            |
| 15:00         | Iván Quispe 2' · Alberto Monserrate 4', 17' · Gustavo Alencastre 14' · Jorge Blanco 39' · Diego Angles 68' | Reporte   |                     | Árbitro(s): Ítalo Gonzales            | Árbitro(s): Ítalo Gonzales |

| 22 de octubre | Renovación Pacífico                              | 3:0 (2:0) | Diablos Rojos de Juliaca | Mariscal Cáceres, Tumbes   |                            |
| 14:00         | Edy Rugel 2' · Ronaldo Ortiz 25' · Joel Lupú 68' | Reporte   |                          | Árbitro(s): Micke Palomino | Árbitro(s): Micke Palomino |

| 15 de octubre | Defensor Cubillas  | 1:0 (1:0) | Unión Santo Domingo | Municipal de Espinar, Yauri |  |
| 15:00         | Claudio Colcca 12' | Reporte   |                     |                             |  |

| 22 de octubre | Unión Santo Domingo                                                                                        | 5:0 (2:0) | Defensor Cubillas | San Luis, Bagua Grande      |                             |
| 13:00         | Nerci Noriega 19' · Williams Medina 36' · Julinho Cabrera 48' · Segundo Alvarado 68' · Christian Mejía 79' | Reporte   |                   | Árbitro(s): Lenin Montalván | Árbitro(s): Lenin Montalván |

| 15 de octubre | Alianza Pisco                           | 2:0 (0:0) | Diablos Rojos de Huancavelica | Teobaldo Pinillos Olaechea, Pisco |                              |
| 19:00         | Víctor Ayona 78' · Jorge Bermúdez 90+6' | Reporte   |                               | Árbitro(s): Hilbert Villegas      | Árbitro(s): Hilbert Villegas |

| 21 de octubre                                                  | Diablos Rojos de Huancavelica                                                                              | 3:1 (0:0) (6:5 p.)         | Alianza Pisco                                                                                    | IPD, Huancavelica |  |
| 15:30                                                          | Édison Paitán 57' · Javier Chirinos 59' · Gianluca Leyva 71'                                               | Reporte                    | José Luis Coronado 90+4'                                                                         |                   |  |
|                                                                | | Tiros desde el punto penal |                                                                                                  |                   |  |
|                                                                | Gianluca Leyva · Édison Paitán · Elvis Schuler · Luis Alberto Pari · Juan Gabriel Díaz · Wilfredo Martínez |                            | Ever Chávez · Jeremi Escate · Piero Toledo · Ricardo Morán · Jorge Bermúdez · José Luis Coronado |                   |  |
| Diablos Rojos fue el primero en patear en la tanda de penales. | |                            |                                                                                                  |                   |  |

| 15 de octubre | Juan Pablo II College       | 3:0 1:1 (0:1) | Deportivo Huracán     | Municipal de la Juventud, Chongoyape |                                  |
| 13:00 | Gustavo Aliaga 90+2' (pen.) | Reporte       | Christian Cuadros 41' | Árbitro(s): Alejandro Villanueva     | Árbitro(s): Alejandro Villanueva |
| Se otorgó la victoria por 3-0 a Juan Pablo II College tras presentar un reclamo por la alineación indebida del futbolista Paolo Salaverry de Deportivo Huracán, quien se encontraba inhabilitado de poder jugar este partido. |                             |               |                       |                                      |                                  |

| 22 de octubre | Deportivo Huracán                          | 4:5 (3:3) | Juan Pablo II College                                                                             | Óscar Ramos Cabieses, Imperial |  |
| 15:15         | Christian Cuadros 2', 17', 42', 72' (pen.) | Reporte   | Luis Plaza 8' · Guillermo Echeandía 22' · Gustavo Aliaga 36' · Eduardo Burga 58' · Danny Kong 87' |                                |  |

| 15 de octubre | Deportivo Maristas       | 1:2 (1:1) | FBC Aurora                               | Segundo Aranda Torres, Huacho |                            |
| 15:30         | Jefferson Villanueva 37' | Reporte   | Ramiro Benavente 29' · Miguel Yaguno 83' | Árbitro(s): Jordi Espinoza    | Árbitro(s): Jordi Espinoza |

| 21 de octubre | FBC Aurora                                                | 3:2 (2:0) | Deportivo Maristas     | Monumental de la UNSA, Arequipa |  |
| 15:00         | Gustavo Torres 34' · Wilson Vizconde 38' · Denis Cuno 78' | Reporte   | Joao Farías 74', 90+5' |                                 |  |

| 15 de octubre | UCV Moquegua      | 1:1 (0:0) | ADT de Moyobamba    | 25 de Noviembre, Moquegua |                          |
| 13:00         | Miguel Vinces 81' | Reporte   | Sebastián Muñoz 54' | Árbitro(s): David Huamán  | Árbitro(s): David Huamán |

| 22 de octubre | ADT de Moyobamba   | 1:2 (0:1) | UCV Moquegua                       | IPD, Moyobamba               |                              |
| 15:30         | Sebastián Peña 67' | Reporte   | Aldair Rojas 6' · Manuel Olaya 65' | Árbitro(s): Walter Guadalupe | Árbitro(s): Walter Guadalupe |

### Octavos de final
Los partidos de vuelta se jugaron en simultáneo el día 5 de noviembre a las 15:00. En un principio los clubes que ejercían como local en el partido de vuelta tenían la potestad de elegir el día y la hora en la que se realizaría el duelo, sin embargo la Subcomisión de Fútbol Aficionado —sin sustento— comunicó a cada uno de los clubes el cambio de decisión.
- Los horarios corresponden a la hora local del Perú: (UTC-5).

| 29 de octubre | UCV Moquegua                         | 2:1 (2:1) | Miguel Grau     | 25 de Noviembre, Moquegua |                           |
| 13:00         | Miguel Vinces 22' · Manuel Olaya 35' | Reporte   | Rommel Bravo 1' | Árbitro(s): James Huamaní | Árbitro(s): James Huamaní |

| 5 de noviembre | Miguel Grau                           | 0:3 2:0 (0:0) | UCV Moquegua | Monumental de Condebamba, Abancay |                              |
| 15:00 | Kevin Rossell 55' · Andrés Medina 86' | Reporte       |              | Árbitro(s): Michael Espinoza      | Árbitro(s): Michael Espinoza |
| Se otorgó la victoria por 3-0 a Universidad César Vallejo de Moquegua tras presentar un reclamo por la alineación indebida del futbolista Ronald Arata de Miguel Grau, quien se encontraba inhabilitado de poder jugar este partido. |                                       |               |              |                                   |                              |

| 28 de octubre | FBC Aurora                                                    | 3:0 (0:0) | Sport Cáceres | Monumental de la UNSA, Arequipa |                           |
| 15:00         | Denis Cuno 47' · Jean Pierre Valdivia 73' · Miguel Yaguno 89' | Reporte   |               | Árbitro(s): Júber Barboza       | Árbitro(s): Júber Barboza |

| 5 de noviembre                                                 | Sport Cáceres                                                                | 3:0 (2:0) (4:3 p.)         | FBC Aurora                                                                           | Ciudad de Cumaná, Ayacucho |                            |
| 15:00                                                          | Waldir Pelezuelos 33' · Diego Ruiz 39' · Jhuber Hinojosa 72'                 | Reporte                    |                                                                                      | Árbitro(s): Alexander Blas | Árbitro(s): Alexander Blas |
|                                                                |                                                                              | Tiros desde el punto penal |                                                                                      |                            |                            |
|                                                                | Waldir Pelezuelos · Diego Ruiz · Dani Aliaga · Edward Pacheco · Brayan Arana |                            | Jean Pierre Valdivia · Renato Abarca · Miguel Yaguno · Ramiro Benavente · Denis Cuno |                            |                            |
| Sport Cáceres fue el primero en patear en la tanda de penales. |                                                                              |                            |                                                                                      |                            |                            |

| 29 de octubre | Juan Pablo II College                        | 2:1 (1:1) | Nuevo Unión Tarapoto | Municipal de la Juventud, Chongoyape |                              |
| 15:30         | César Torres 14' · Gustavo Aliaga 57' (pen.) | Reporte   | Olmer Vásquez 33'    | Árbitro(s): Hilbert Villegas         | Árbitro(s): Hilbert Villegas |

| 5 de noviembre | Nuevo Unión Tarapoto | 0:0     | Juan Pablo II College | Carlos Vidaurre García, Tarapoto |                          |
| 15:00          |                      | Reporte |                       | Árbitro(s): Luis Ciriaco         | Árbitro(s): Luis Ciriaco |

| 29 de octubre | Diablos Rojos de Huancavelica                                                                                              | 6:2 (3:1) | Defensor Porvenir                             | IPD, Huancavelica         |                           |
| 15:00         | Édison Paitán 11' · Aldo Allcca 22' · Willy Rivas 31' (pen.) · Wilfredo Martínez 57' · Jhon Ccama 64' · Gianluca Leyva 83' | Reporte   | Adrián Mujica 8' · Erick Alexandro Torres 70' | Árbitro(s): Junior Rivera | Árbitro(s): Junior Rivera |

| 5 de noviembre | Defensor Porvenir | 9:1 (5:0) | Diablos Rojos de Huancavelica | Mansiche, Trujillo        |                           |
| 15:00          | Juan Huangal 2', 75', 90+2' · Adrián Mujica 11' (pen.), 34', 45+3' · Efraín Rodríguez 16' · Jorge Esparza 47' · Ciro Mestanza 83' | Reporte   | Jhunior Berrocal 70'          | Árbitro(s): Edwin Ordóñez | Árbitro(s): Edwin Ordóñez |

| 29 de octubre | Unión Santo Domingo | 0:0     | FC San Marcos | San Luis, Bagua Grande         |                                |
| 13:00         |                     | Reporte |               | Árbitro(s): Jhonnathan Najarro | Árbitro(s): Jhonnathan Najarro |

| 5 de noviembre | FC San Marcos                                                | 3:1 (2:0) | Unión Santo Domingo | Rosas Pampa, Huaraz |  |
| 15:00          | Jair Yglesias 4' · José Enrique Rojas 39' · Yordy Guerra 82' | Reporte   | Kevin Vásquez 69'   |                     |  |

| 28 de octubre | Diablos Rojos de Juliaca | 1:1 (0:0) | AJI de Calca   | Guillermo Briceño Rosamedina, Juliaca |                             |
| 15:00         | Julio Lara 90+1'         | Reporte   | Jim Orosco 57' | Árbitro(s): Leonardo Romero           | Árbitro(s): Leonardo Romero |

| 5 de noviembre | AJI de Calca | 0:2 (0:2) | Diablos Rojos de Juliaca                    | Thomas Ernesto Payne, Calca |  |
| 15:00          |              | Reporte   | Diego Angles 37' · Piero Antón 45+3' (pen.) |                             |  |

| 29 de octubre | Olimpia FC                     | 2:1 (0:0) | ADA de Jaén        | Sesquicentenario, Sechura   |                             |
| 15:30         | Kelvin Alcalde 64', 74' (pen.) | Reporte   | Brucelee Micha 56' | Árbitro(s): Lenin Montalván | Árbitro(s): Lenin Montalván |

| 5 de noviembre | ADA de Jaén                                    | 2:0 (0:0) | Olimpia FC | Víctor Montoya Segura, Jaén  |                              |
| 15:00          | Erikson Gonzales 60' · Carlos Enrique León 74' | Reporte   |            | Árbitro(s): Fernando Legario | Árbitro(s): Fernando Legario |

| 29 de octubre | Ecosem Pasco                                                           | 3:0 (2:0) | Nacional FBC | Daniel Alcides Carrión, Cerro de Pasco |                         |
| 15:15         | Pedro Martínez 14' · Víctor Jiménez 19' (pen.) · Mauricio Montes 90+7' | Reporte   |              | Árbitro(s): Renzo Arias                | Árbitro(s): Renzo Arias |

| 5 de noviembre | Nacional FBC                                   | 2:2 (0:1) | Ecosem Pasco                           | Juan Carlos Oblitas, Mollendo |                             |
| 15:00          | Luis Pastor 76' (pen.) · Renato Valdivia 90+1' | Reporte   | Carlos Anglas 27' · Renato Ramírez 63' | Árbitro(s): Jonathan Zamora   | Árbitro(s): Jonathan Zamora |

### Cuartos de final
Esta etapa estaba prevista para jugarse en partidos de ida y vuelta, sin embargo el día 6 de noviembre, la Subcomisión de Fútbol Aficionado mediante el Oficio Circular N° 011-SCFA-2023 determinó que todos los partidos desde cuartos de final hasta la final se jugarían a partido único en Lima y Callao, para salvaguardar a las delegaciones ante posibles actos de violencia. A partir de esta etapa, y por primera vez en la historia de la Copa Perú, se hace uso del Árbitro asistente de video (VAR).
- Los horarios corresponden a la hora local del Perú: (UTC-5).

| 18 de noviembre                                                | Sport Cáceres                                                                   | 2:2 (0:1) (2:3 p.)         | ADA de Jaén                                                         | Miguel Grau, Callao                                |                                                    |
| 15:00                                                          | Alberto Vela 81' (pen.) · Waldir Pelezuelos 90+2'                               | Reporte                    | Andy Huamán 36' · Carlos Enrique León 61'                           | Árbitro(s): Michael Espinoza VAR: Sebastián Lozano | Árbitro(s): Michael Espinoza VAR: Sebastián Lozano |
|                                                                |                                                                                 | Tiros desde el punto penal |                                                                     |                                                    |                                                    |
|                                                                | Waldir Pelezuelos · Diego Ruiz · Edward Pacheco · Yonel Manrique · Alberto Vela |                            | Fernando Prado · Brucelee Micha · Fernando Sánchez · Julio Landauri |                                                    |                                                    |
| Sport Cáceres fue el primero en patear en la tanda de penales. |                                                                                 |                            |                                                                     |                                                    |                                                    |

| 19 de noviembre | Defensor Porvenir        | 1:2 (1:1) | FC San Marcos                                   | Iván Elías Moreno, Lima                    |                                            |
| 15:00           | Adrián Mujica 26' (pen.) | Reporte   | Jair Yglesias 45+5' (pen.) · Félix Barahona 71' | Árbitro(s): Joel Alarcón VAR: Julio Quiroz | Árbitro(s): Joel Alarcón VAR: Julio Quiroz |

| 19 de noviembre | Diablos Rojos de Juliaca | 1:2 (0:2) | Juan Pablo II College | Iván Elías Moreno, Lima                        |                                                |
| 11:00           | Jorge Blanco 90'         | Reporte   | Eduardo Burga 2', 25' | Árbitro(s): Jesús Cartagena VAR: Edwin Ordóñez | Árbitro(s): Jesús Cartagena VAR: Edwin Ordóñez |

| 18 de noviembre                                                                        | Ecosem Pasco                                     | 0:0 (1:4 p.)               | UCV Moquegua                                           | Miguel Grau, Callao                         |                                             |
| 11:00                                                                                  |                                                  | Reporte                    |                                                        | Árbitro(s): Edwin Ordóñez VAR: Daniel Ureta | Árbitro(s): Edwin Ordóñez VAR: Daniel Ureta |
|                                                                                        |                                                  | Tiros desde el punto penal |                                                        |                                             |                                             |
|                                                                                        | César Medina · Víctor Espinoza · Darwin Meléndez |                            | Miguel Vinces · Manuel Olaya · Percy Paz · Óscar Cueva |                                             |                                             |
| Universidad César Vallejo de Moquegua fue el primero en patear en la tanda de penales. |                                                  |                            |                                                        |                                             |                                             |

### Semifinales
Esta etapa estaba prevista para jugarse en partidos de ida y vuelta, sin embargo el día 6 de noviembre, la Subcomisión de Fútbol Aficionado mediante el Oficio Circular N° 011-SCFA-2023 determinó que los partidos de las semifinales se jugarían a partido único en el Estadio Iván Elías Moreno de Lima, para salvaguardar a las delegaciones ante posibles actos de violencia.
- Los horarios corresponden a la hora local del Perú: (UTC-5).

| 22 de noviembre | ADA de Jaén     | 1:0 (0:0) | UCV Moquegua | Iván Elías Moreno, Lima                         |                                                 |
| 11:00           | Andy Huamán 63' | Reporte   |              | Árbitro(s): Micke Palomino VAR: Jesús Cartagena | Árbitro(s): Micke Palomino VAR: Jesús Cartagena |

| 22 de noviembre                                                        | FC San Marcos | 2:2 (0:0) (6:5 p.)         | Juan Pablo II College | Iván Elías Moreno, Lima                      |                                              |
| 15:00                                                                  | José Enrique Rojas 53' · Fabio César Rojas 59'                                                                                         | Reporte                    | Jhonny Carbajal 86' · Josué Cánova 90+3'                                                                                       | Árbitro(s): Daniel Ureta VAR: Yovani Quevedo | Árbitro(s): Daniel Ureta VAR: Yovani Quevedo |
|                                                                        | | Tiros desde el punto penal | |                                              |                                              |
|                                                                        | Jair Yglesias · Héctor Campos · Fabio César Rojas · Félix Barahona · Michael Layza · Bremen Horna · Joaquín Carranza · Arley Velásquez |                            | Gustavo Aliaga · Jhonny Carbajal · César Torres · Guillermo Echeandía · Eduardo Burga · Josué Cánova · Luis Chuna · Alan Núñez |                                              |                                              |
| Juan Pablo II College fue el primero en patear en la tanda de penales. | |                            | |                                              |                                              |

### Final
Esta etapa estaba prevista para jugarse en partidos de ida y vuelta, sin embargo el día 6 de noviembre, la Subcomisión de Fútbol Aficionado mediante el Oficio Circular N° 011-SCFA-2023 determinó que la final se jugaría a partido único en el Estadio Iván Elías Moreno de Lima, para salvaguardar a las delegaciones ante posibles actos de violencia.
- El horario corresponde a la hora local del Perú: (UTC-5).

| 26 de noviembre | FC San Marcos         | 1:3 (0:2) | ADA de Jaén                                                    | Iván Elías Moreno, Lima                       |                                               |
| 14:00           | Fabio César Rojas 72' | Reporte   | Andy Huamán 32' · Carlos Enrique León 41' · Cristian Pérez 87' | Árbitro(s): Joel Alarcón VAR: Jesús Cartagena | Árbitro(s): Joel Alarcón VAR: Jesús Cartagena |

|                        |
| Campeón                |
| ADA de Jaén 1.º título |